# 우주세기
우주세기(일본어: 宇宙世紀 우추세이키[*], 영어: Universal Century, UC)는 애니메이션 시리즈 《건담 시리즈》 중 《기동전사 건담》 및 그 파생 작품의 배경이 되는 가상 기년법이다.
또한 관계가 있는 작품과 세계관 설정 자체를 가리켜 우주세기라고도 부른다.

## 우주 세기 초기
- 1957년
  - 10월 4일 인류 최초의 인공위성, 쏘아올리는 데에 성공 (소련)
- 1961년
  - 4월 17일 유인 인공위성 성공(소련)
- 1969년
  - 7월 20일 아폴로 11호, 월면 착륙에 성공(미국)
    - G.K.오닐 박사의 그룹이, 스페이스 콜로니 구상을 발표.
- 1990년　세계 각지에서 국지 전쟁 다발. 제3차 세계대전의 위기감이 증가.
- 1999년　지구 연방 정부 수립. 인류 우주 이민 계획 발표.
- 2005년　태양 발전 위성 제1호기의 발사에 성공.
- 2009년　지구연방군 설립.
- 2026년　목성 에너지 선단, 달 궤도상으로부터 발진.
- 2045년　첫 번째 콜로니의 건설 시작.
- U.C 0000 라플라스 폭파 사건.
- U.C.0001　인구 수가 90억 명 돌파. 지구 연방 정부가 우주 이민 정책을 개시해, 우주 이민 개시를 시작으로 하는 우주 세기로 넘어간다.
- U.C.0009　지온 즘 다이쿤 탄생.
- U.C.0010　목성 에너지 개발 선단, Jupiter Development Enterprise Group으로 재편성.
- U.C.0016　지구 연방 정부, 프런티어 개발이민이송국 설립.
- U.C.0018　사이드 2에서 100만명째의 스페이스노이드 탄생.
- U.C.0022　연방 정부, 지구상으로부터의 분쟁의 소멸을 선언.
- U.C.0027　달의 항구도시 '폰 브라운' 시 완성.
- U.C.0030　프런티어 개발이민이송국 민영화. Space Transport Enterprise Group으로 변경.
- U.C.0034　연방 정부, Space Transport Enterprise Group을 비정부 독립조직인 PCST로 개편.
- U.C.0035　사이드 3 건설 시작.
- U.C.0040　우주 이민인구 수 50억 명(전 인류의 40%) 돌파. 이민계획 완료.
- U.C.0041　소행성 유노 이동 공사 개시.
- U.C.0044　총인구의 반수가 우주에 이민. 에레즘의 정착.
- U.C.0045　소행성 유노(후에 루나2)가 달의 지구 공전 궤도상에 정착. 사이드 3에 미노프스키 물리학회 창설.
- U.C.0046　지온 즘 다이쿤, 컨트리즘 제창.
- U.C.0047　미노프스키-이오네스코형 핵 융합로 개발 시작.
- U.C.0050　총인구 110억명, 그 중 우주 이민인구 수 90억 명 돌파.
- U.C.0051　지구 연방 정부가 신규 우주 인공 기지(콜로니)건설 중지 발표.
- U.C.0052　지온 즘 다이쿤, 사이드 3으로 이주. 컨트리즘 제창, 실천. 사이드 6까지의 이민 완료.
- U.C.0053　지온 즘 다이쿤, 사이드 3의 수상으로 선출되다.
- U.C.0055　샤룬호르스트·붓호, 붓호·정크·잉크 창업.
- U.C.0058　사이드3가 지구 연방 정부로부터의 독립을 선언. 지온 즘 다이쿤을 수반으로 하는 공화국 정부가 수립.
- U.C.0059　지구 연방 정부가 지온 공화국에 대해서 경제 제재(바르드 정책) 실행. 치안 유지 명목의 우주군설립.
  - 카스발 렘 다이쿤 탄생.
- U.C.0060　연방군, 60년대 전비 증강계획 개시(특히 우주 함대의 통제에 힘을 쏟는다). 루나2는 군사기지화 됨.
  - 브라이트 노아 탄생
- U.C.0061　연방군, 61식 전차를 정식 채용. 주력 육상 병기로 사용한다.
- U.C.0062　지온공화국군 설립.
  - 알테시아 슴 다이쿤 탄생
- U.C.0064　연방군, 군비 증강 계획에 의한 신형함을 중심으로 지구연방군 관함식 거행. 이후 항례화.
  - 아무로 레이, 하야토 코바야시 탄생
- U.C.0065　미노프스키-이오네스코 형 핵융합 반응에서 기인하는 특수 전자파 효과 발견. 추가시험의 결과는 비공개.
  - 지온 즘 다이쿤과 자비가와의 권력 투쟁이 표면화가 된다
- U.C.0067　지구 연방 정부, 콜로니 자치 정비 법안 기각. 사이드 7 건설 계획 발표.
  - 지온군, 열핵로켓 엔진과 메가 입자포의 장비를 전제로 한 신형 전함의 건함계획을 발령.
  - 하만 칸 탄생
- U.C.0068　지온 즘 다이쿤 사망(암살의 가능성 있음). 차기 수상에 데긴 소드 자비 취임.
  - 샤룬호르스트 붓호, 구유럽의 명가 로나가의 이름을 구입.
- U.C.0069
  - 8월 15일 지온 공화국이 공국(Dukedom)제로 이행. 지온 즘 다이쿤의 지지자 숙청. 데긴 소드 자비 지온공(公)에 즉위. (08.15)　　
  - 8월 지온 즘 다이쿤의 유아, 카스발 렘 다이쿤(샤아 아즈나불)과 알테시아 슴 다이쿤(세이라·매스)는 지구로 피한다.　　　　　　　
  - 미노프스키 입자의 발견에 의해, 미노프스키 물리학이 완성. 지온군, 미노프스키 입자의 살포 기술을 확립.
  - 10월 지온군, 파프아급 수송함의 첫 함 취역. 미노프스키 입자의 존재가 증명되다.
- U.C.0070　
  - 3월 지온공국군 미노프스키 효과 실험 성공
    - 카미유 비단, 화 유이리 탄생

  - 5월 지온공국군 메가입자포 완성
  - 6월 지온공국군 치베급 중순양함 취역
  - 9월 지구 연방 정부가 '70년대 군비 증강 계획' 실행. 사라미스급 및 마젤란급 신형 우주 함정 취역 개시.
  - 12월 루나2의 궤도가 달의 반대쪽으로 이동. 사이드 7 건설계획 시작
- U.C.0071 지온공국군 미노프스키 현상 하에서의 신병기 개발계획 시작. 소형 핵융합로 개발 완료. 기렌 자비, 우성 인류 생존설을 발표.
- U.C.0072 지온 공국이 소행성대에 액시즈 건설 개시. 지온 공국 출신의 과학자에 의한 망명 사건 발생.
- U.C.0073　지온 공국이 신병기 1호기 완성. MS-01의 형식 번호와 모빌 슈트라고 하는 호칭이 주어진다.
  - 이 후 MS-02 으로부터 MS-04 순서로 롤 아웃.
  - 쥬도 아시타 탄생
  - 카스발, 샤아 아즈나블로 개명 후 지온 사관학교 입교.
- U.C.0074
  - 2월 MS-05 자쿠I 시작기 롤 아웃
  - 4월 지온군, 파푸아급 개장 수송함 취역
  - 5월 MS-05 양산기 롤 아웃
  - 7월 무사이급 경순양함 취역. MS-05 양산 시작
  - 11월 MS 훈련부대 창립
- U.C.0076
  - 3월 그와진급 전함 취역
  - 4월 지온군, MS의 생산 거점을 확대
  - 5월 지온군, 극비리에 훈련부대에 의한 연습 개시
  - 6월 잔지발급 순양함 취역
  - 12월 지온군, 지구 침공 작전을 전제로 한 국지 전용 MS의 개발에 착수
- U.C.0077
  - 4월 연방군, 미노프스키 크래프트 실용화
  - 8월 MS-06A 자쿠II 시작기 롤 아웃
  - 9월 핵전쟁을 상정한 MS-06C 자쿠II 선행 양산 개시
  - 10월 지온군, MS-05 자쿠I의 최종 버전 생산 개시
- U.C.0078
  - 1월 MS-06C 자쿠II 양산 시작
  - 2월 콜로니간의 수송 사고 빈발
  - 3월 지구연방군 차기 주력전차 계획을 변경하여 RX 프로젝트 시작.
  - 4월 연방군, 각 콜로니의 주둔 부대를 증강
  - 5월 사이드 7로의 이주 시작
  - 6월 지온군, 치베급 티베형중순양함의 개발 개시
  - 10월 지온 공국 국가동원령 선포. 국군을 분할해, 우주 공격군 및 돌격 기동군설립.
  - 사이드 3의 콜로니「킨트무」로 반공국 폭동 발생. 군에 의해 진압.
  - 11월 연방군, 관함식을 강행
  - 12월 지온군, 드로스급 초대형 우주 항공 모함을 극비리에 개발 개시.
  - 반자비파에 의한 기렌·자비 암살 계획이 발각, 용의자 전원이 처형되다.
  - 12월 27일 유우 카지마 소위 탑승의 전투기, 폐기 콜로니 내에서 MS-06 자쿠와 조우하다.

## 일년 전쟁(지온 독립전쟁)
- U.C.0079　
  - 1월 3일　7:20　지온 공국이 지구 연방에 대해 독립을 선언. 동시에 선전포고.
  - 사이드 1, 2, 4에 대한 무차별 NBC 공격 (특히 독가스 공격) 감행.
  - 콜로니 낙하에 의해, 대규모 기상 변동을 야기.
  - 1월 4일　21:30　브리티쉬 작전 발동. 사이드 2의 제8번 콜로니 아일랜드 잎스의 지구 낙하 개시.
  - 1월 5일 지온군의 콜로니 공격 함대의 공격 가능한 위치에 있는 연방군이 집결.
  - 1월 6일 지구연방군 함대가 아일랜드 잎스에 대해 공격 개시.
  - 1월 8일 티안 제독이 인솔하는 연방군 제4 함대와 지온의 콜로니 호위함대가 교전. 연방군 제4 함대는 70%의 손해를 받는다.
  - 1월 9일 아일랜드 잎스 낙하 저지 한계 돌파.
  - 1월 10일　
    - 8:27　아일랜드 잎스 앞부분, 대기권에 돌입
    - 8:35　아라비아 반도 상공에서 아일랜드 잎스 분해됨.
    - 8:41　아일랜드 잎스 앞부분이 지상(오스트레일리아 시드니 부근)에 격돌.
    - 9:00　충격파에 의한 일아 재해 발생.계속 되어 2차 재해 발생

  - (1/3 ~1/10 까지의 전투를 일주일간 전쟁이라고 부른다. 이 기간의 전투로 총인구 25%에 상당하는 30억명이 사망)
  - 1월 11일　사이드6 중립 선언. 연방, 지온 양정부 모두 이것을 인정.
  - 1월 13일 도즐 자비 중장 휘하의 우주공격군, 사이드5에 침공 개시.
    - 19:20　지온군 제1 연합 함대가 사이드 5를 향해서 발진
    - 20:00　연방군, 지온군의 움직임을 케치

  - 1월 14일 레빌 중장 휘하의 지구연방군 제3 함대를 핵심으로 한 제1 연합함대, 루나 2로부터 사이드 5로 출격.
  - 1월 15일
    - 11:20　지온 제1 연합 함대는 사이드5에 공격을 개시. 제11번 콜로니에 핵펄스 엔진을 장비하기 시작한다.
    - 22:14　연방군 제1 연합 함대와 지온군 제1 연합 함대가 접촉, 교전
    - 22:40　룸에서 연방군과 지온군 교전(룸 전역)
    - 샤아 중위, 지구연방군 전함 5척 격침

  - 1월 16일
    - 01:00　연방군, 전함대의 50%상실
    - 03:10　레빌 장군의 승함하는 기함 아난케 격침. 레빌 장군은 검은 3연성에 의해 포로가 된다
    - 04:24　연방 함대, 퇴각
    - 06:00　지온 제1 연합 함대는 작전을 중단.차례차례, 솔로몬 또는 사이드 3에 귀환

  - 1월 22일 지구연방군 극비리에 레빌 중장 탈환 작전 개시.
  - 1월 28일 지온 공국, 사이드 6를 통해 지구 연방 정부에 휴전 조약 체결을 타진.
    - 도즐 중장휘하의 우주 공격군, 비공식의 전몰자 위령제를 실시한다

  - 1월 29일 레빌 장군의 구출 작전 발동. 구출에 성공한다.
  - 1월 31일 조약 교섭 중, 레빌 중장 생환 보도. 휴전은 성립하지 않고 대신 핵병기 등의 사용금지와 포로의 취급등을 정한 '남극조약' 체결.
  - 2월 1일 지온군, 지구 공격군설립을 공표.
  - 2월 7일 지온공국군, 지구 침공 작전 개시.
    - 북미, 중미, 동아시아, 유럽의 각 도시에 위성 궤도상으로부터 직접 강하부대를 보낸다
    - (2월~3월의 기간에 지온군은 전대륙의 2/3을 세력하에 두지만, 양군 모두 전력 쇠퇴.전국은 교착 상태에 빠진다)

  - 2월 13일 연방군, V작전 입안
  - 3월 1일 제1차 강하 작전 개시.
  - 3월 2일 지온군, 오뎃사 광산 기지 점령.
  - 3월 4일 지온군, 자원 채굴부대 오데사 강하.
  - 3월 5일 기렌 자비, 지온 국민에게 연설을 실시한다.
  - 3월 11일 제2차 강하 작전 개시. 북아메리카 서부 침공. 지온군 특수부대 펜릴대, 뉴야크 항공 기지 제압에 출격.
  - 3월 12일 지온군 특수부대 펜릴대, 연방군 캘리포니아 기지의 방위 라인을 공격.
  - 3월 13일 지온군 특수부대 펜릴대, 캘리포니아 기지 지하 시설에 침입해 발전시설을 파괴. 지온군, 연방군의 캘리포니아 기지를 제압.
    - 연방군차기 주력 잠수함 U형을 포함한 잠수함군과 공창을 수중에 넣는다.

  - 3월 18일 제3차 강하 작전 개시.
  - 4월 1일 지구연방군, MS 개발/운용 계획 'V작전'과 우주함대 재건계획 '빈슨 계획' 발동.
    - 개발 도상의 MS관련 시설, 공장등을 사용해 MS파일럿의 양성 개시.

  - 4월 4일 지온공국군, 증원부대 지구 강하. 점령한 지역의 시설을 사용해 전력 증강을 개시.
  - 5월 17일 지온공국군, 우주요새 솔로몬 완공.
  - 5월 21일 지온군, 트라이던트/쟈베린 작전 개시.
  - 5월 22일 연방군, 에 리온 작전 결행. 궤도상의 지온군 보급함대를 공격, 실패.
  - 6월 지온공국군, 우주요새 아 바오아 쿠 완성. 아 바오아 쿠 - 솔로몬 - 그라나다를 잇는 본토 방위라인 완결
    - 지온군의 외곽 조직인 뉴타입 연구기관인 프라나간 기관 창설.
    - 지온군최초의 잠수함대를 편성, 북대서양에 배치.
    - 지온군, 「빨강」작전 발동, 동남아시아 방면에 진격.

  - 6월 12일 카나베르 해전. 사이드6 영공에서 연방 함대가 지온군 순양함대를 기습공격
  - 7월 지구연방군, 에너지 캡 기술을 이용한 빔병기 소형화 성공. RX-78-1 롤 아웃. RX계획에서 만들어진 부품들을 이용한 시험형 MS들의 선행 양산 개시.
    - 연방군의 신조함 화이트베이스 진주. RX-78의 완성품을 이용하여, RX-79 계획 실행. 선행 양산 개시.
    - 중요 거점을 중심으로 시험 배치. 동시에 MS지원을 위한 각종 병기의 개발 개시.
    - 지온군, 잠수함대를 정식으로 설립. 10개 이상의 함대가 대서양, 인도양, 북극해에 배치. 이후, 통상 방해, 잔존 함대 소탕을 중심으로 활동한다.
    - 연방군 강행 정찰 함대가 사이드 3 주변주역에 침입, 방위 부대와 교전.
    - MS-06R-1A를 장비한 가이아 대위가 인솔하는 독립 소대, 마젤란급 전함 1척 및 세이버 피쉬 편대를 섬멸.

  - 7월 17일 지온군 아프리카 방면군 제1182 기동 MS소대, 가자 지구에서 연방 군장갑부대와 교전.
  - 8월 지구연방군, 사이드 7에서 RX시리즈의 테스트 시작. 오거스터기지에서 RX-78 NT1 개발계획 시작.
    - 미드웨이 해전. 연방군 잔존 함대, 하와이 모토지마의 군항의 탈환에 실패.

  - 9월 지온군, 대서양에서 연방군잔존 함대 소탕 작전 개시. 연방군 루나 투 기지 총사령관 Amundsen 중장이 퇴임. 후임에는 하이야트 대장.
    - 그라나다 주역에서 작전 행동중의 연방군 루나 투 소속 패트롤 함대, 지온군 그라나다 방공 부대와 교전.
    - 가이아 대위가 인솔하는 독립 MS소대에 의해서, 마젤란급 「호룸즈」가 굉침, 사라미스급 「슈리호후」, 「보타니」대파.

  - 9월 1일 연방군 제58 부대, 루나 투 주변의 초계중인 지온군과 조우해 교전.
  - 9월 15일 페가수스급 전함 '화이트베이스' RX시리즈 수령을 위해 사이드7을 향해 자브로 출항.
  - 9월 16일 지온군, 루나 투 습격 작전 결행. 시마 중령휘하의 해병대, 공격에 참가.
  - 9월 17일 화이트 베이스, 사이드 7의 도중에 루나 투에 기항.
  - 9월 18일 샤아 소좌 휘하의 MS소대가 연방군 시작 모빌 슈트 '건담'과 교전. 사상최초의 MS간 전투.
    - 08:00　지온군 특무부대, 사이드 7, 1 진입
    - 08:15　화이트 베이스가 사이드 7에 입항
    - 09:00　개발 스탭의 아이이지만, 민간인에 지나지 않는 아무로 레이에 의해서 조종 된 건담과 자크에 의해, 콜로니 내부에서 사상최초의 MS끼리의 전투.자크 2기 격파
    - 16:50　화이트 베이스, 파괴를 면한 MS와 피난민을 수용해 남미의 자브로를 향해 출항

  - 9월 20일　화이트 베이스, 루나 투에 입항
  - 9월 22일　화이트 베이스, 루나 투를 출항
  - 9월 23일 화이트베이스 지구 강하 개시.
    - 13:40　화이트 베이스, 지온군의 추격을 받는다. 건담, 첫 대기권 돌입 전투를 경험.
    - 14:10　화이트 베이스, 가르마 자비대와 전투. 지온으로부터 크루스트 모제스 박사가 연방에 망명.

  - 9월 27일 연방군 제58 부대, 사이드 7으로 향하는 도중 , 지온군과 조우해 교전
  - 10월 지구연방군, 본격적인 MS 양산 개시(RGM-79 짐). 동시에 각 전투부대의 인사 쇄신, 연공서열에 따른 자격 심사를 완화.
    - 지온군, 대항책으로서 신형 MS를 차례차례로 개발, 시험 제작기와 함께 실전 배치하기 시작한다. MS용 빔 라이플 실용화 성공.
    - 그라나다 기관, 사이코뮤 니케이타시스템의 시작을 개시.
    - 연방군, 핵 타스 작전 결행. 궤도상의 지온군보급로의 차단을 노리지만, 완수하지 못함.
    - 제3차 솔로몬 해전. 연방 제23 임무 부대, 솔로몬 주변을 위력 정찰.

  - 10월 1일 지온공국군, 콜로니얼 작전 개시. 아시아 방면 공세 시작.
    - 화이트 베이스, 레빌 장군 파견의 보급 부대에서 첫 보급을 받는다.
    - 사이드 3, 9에서 전사자 위령제 개최, 데긴공왕출석.

  - 10월 3일 모제프 박사와 알레프 기술 대위를 중심으로 하는 기술진에 의해 , RGM－79(G) 베이스의 EXAM 실험기 , RGM－79BD(짐 블루데스티니)의 제작 개시.
  - 10월 4일 지온군 특수부대 펜릴대, 화이트 베이스대의 정찰에 출격.
    - 뉴욕 상공에 있던 화이트 베이스대가 가르마 자비 대좌가 인솔하는 기동대대를 섬멸. 지구 공격 사령관 가르마 자비 전사.

  - 10월 5일 가르마 자비 직할 부대, 화이트베이스대에 의해 괴멸. 건담의 회로 고장.
  - 10월 6일 사이드3에서 가르마 자비 중장의 국장 거행. 기렌 자비, 전 지구를 대상으로 연설.
    - 란바 랄 대위 휘하의 부대 기동 순양함 잔지발로 지구에 강하. 북태평양상에서 화이트 베이스를 발견. 부근의 섬에 유도해 교전.
    - 시로 아마다 소위 지온군시험 비행중인 파일럿, 아이나 사할린과 만나다. 그 뒤 지구에 강하.

  - 10월 7일 화이트베이스대, 일본 열도 산인지방 도착.
    - 지온군 특수부대 펜릴대, 오뎃사 지원으로 향하는 도중 구원신호를 수신해 고비사막으로 진로를 변경, 제3 물자 집적 기지 원호전에 참가.

  - 10월 8일 시로 아마다 소위, 코지마대대 제08 MS소대장에 착임.
    - 지온군 아시아 방면군 중앙 아시아 주둔 부대, 연방 군부대의 설영 한 베이스 캠프를 발견. 극비 행동에 의한 기습 작전 입안.

  - 10월 9일 화이트베이스대, 마틸다 중위가 인솔하는 미데아 부대로부터 2번째의 보급을 받는다.
    - 연방 군부대 「디저트·드래곤」에 대한 기습 작전 개시. 울프·가대를 중심으로 하는 특수부대가, 연방군베이스 캠프내에 침입해, 내부 교란을 실시한다.
    - 지온군 아시아 방면군 중앙 아시아 주둔 부대, 작전 행동 개시. 연방군과 교전, 이것을 격파.
    - 연방군수송 중대 탈출하다.

  - 10월 10일 지온공국군, 다시금 루나2 강습을 감행. 무사이급 '아그리콜라'이하 4척이 루나2 부대의 오뎃사 공략전 지원을 견제.
    - 화이트 베이스, 태평양을 횡단해 아시아대륙에 도착. 중앙 아시아로의 진로를 취한다. 란바 랄대와 교우, 교전해 자크 2기를 격파.
    - 영국 방면에서 레빌 장군이 인솔하는 제3군이 발진.
    - 지온군 잠수함 매드 앵글러 완성. 시험 항해 실시.

  - 10월 11일 레빌 대장, 도버 해협 횡단. 오뎃사 작전을 위한 부대 집결을 서두른다.
  - 10월 12일 치베급 '바르바롯사'를 기함으로 하는 지온공국군 녹색부대, 루나2 강습.
    - 연방군, 보라는 듯이 오슬로항으로부터 2 함대를 남하시킨다.
    - 화이트 베이스, 마 쿠베의 지온군 채굴 기지를 공격.

  - 10월 15일 키시리아 자비 소장, 전장 시찰을 목적으로 잔지발급 '키마이라'로 지구 강하.
    - 조니 라이덴 소좌휘하의 플리머스 함대, 호위 임무 수행.
    - 지온군 함대, 연방군 수송함대로부터의 적하 탈취 작전을 결행.

  - 10월 16일　MS－06Z 및 MAN－03, 개발 개시.
  - 10월 20일 지구연방군 각 부대, 집결 지점인 바르샤바 도착. 야전 본부 설립.
    - 연방군 제58 부대, 난민 수송중 지온군의 강습을 받지만 격퇴.

  - 10월 22일 사이드 6에서 발진한 사라미스급 '코르시카' '칼리만탄'를 핵심으로 하는 지구연방군 제58 부대, 루나2 귀환 중 매복 중인 지온공국군에게 기습당함.
  - 10월 25일 연방군, 오데사 작전 최종 확인. 공격 지점을 숨기기 위해, 양동부대 다수를 각지로 파견.
  - 10월 26일 에이스 부대를 포함하는 키마이라 함대, 사이드 3 출항.
    - YMS－14 선행양산형 24기, 키마이라 함대에 배치 완료.

  - 10월 27일 지온군 특수부대 펜릴대, 오뎃사 집결전에 마 쿠베로부터 화이트 베이스대의 강행 정찰 임무의 지령을 받는다.
  - 10월 28일 지온공국군, 스파이를 통해 오데사 작전의 개시 일시 확인.
  - 10월 30일 지온공국군 매드 앵글러대 발족. 사령관으로 샤아 아즈나블 대좌 취임.
    - 솔로몬에서 발진한 지온 우주 공격 군함대, 루나 투 전면에서 연방 함대와 교전.
    - 화이트 베이스대에게 레빌 장군으로부터 카스피해를 건너라는 명령을 받는다.

  - 10월 ?일 코지마대대 소속 제08MS소대, 아프사라스 포획/격파를 목적으로 지온공국군 사격장 잠입. 포획에 실패하고 시로 소위 조난.
  - 11월 연방군, 짐의 실전 데이터 수집을 위한 부대를 설립한다.
    - 지온군 플리머스 함대, 루나 투로 향하는 연방 군함대를 모두 격침.
    - 연방군, 테헤란을 점령. 지온군 텐산 사령부, 사실상 해체.
    - 지온군 특무부대 사이클롭스대, 달표면의 연방 군부대에게 괴멸적 타격을 준다.

  - 11월 1일 키마이라 함대, 사이드 7 강습.
    - 연방군 제59 부대, 사이드 7에 강습을 걸어 온 지온 군부대와 교전해, 격파한다.

  - 11월 2일 건담용 지원 파트 실전 배치. 화이트 베이스, 레빌 장군의 명령을 지키지 못하고 중앙 아시아를 진격중 추가 증원 부대 도착(주로 항공 전력)
    - 연방군 제59 부대, 사이드 7을 강습한 지온군 잔존 부대를 추격. MS전투의 데이터 수집도 실시한다.

  - 11월 3일 키시리아 소장 타슈켄트 광산 지대의 제102채굴 기지 시찰 중 지구연방군 MS의 기습 받음. MAX－03상실.
    - 란바 랄대, 소돈의 부근에서 화이트 베이스를 발견.

  - 11월 5일 구 사이드 5 공역의 지온공국군 전선기지 건설을 확인하기 위해 연방군 정찰 부대 침입.
    - 화이트 베이스, 란바 랄대 격퇴. 란바 랄 대위 전사.

  - 11월 6일 지온공국군 특무 소대 '검은3연성', 마 쿠베 대좌 지원을 위해 잔지발급 순양함으로 지구에 강하. 화이트 베이스와 교전해, 매쉬 중위 전사.
    - 마틸다 아잔 중위 전사.

  - 11월 7일 지구연방군 오데사 작전 D-day.　
    - 6:00　오데사 작전 시동. 각부대 행동 개시.
    - 06:30　화이트 베이스, 기지 배후로부터 돌입.
    - 09:20　화이트 베이스, 란바 랄대의 잔존 부대와 교전.
    - 13:40　레빌 장군 인솔하는 주력 부대가 적의 방위망을 돌파.
    - 20:00　레빌군, 반격을 받는다.
    - 지온군, 견제를 위해 잠수함대 북상.
    - 연방군 제59 부대, 그라나다 폭격대의 호위 임무에 오른다.

  - 11월 8일 오데사 전선, 교착 상태. 마 크베 대좌는 남극조약을 무시하고 수폭미사일 발사.
    - 03:35　북쪽에서 연방 제4군, 포위망 돌파.
    - 05:00　제4군의 돌입을 경계로 연방군의 공세가 시작된다. 지온군, 방위전의 축소.
    - 11:00　연방군 주력인 제3군, 카르파티아 산맥, 키시네프에 진군.
    - 17:00　지온군지령 마 쿠베 대령, 우주로 이탈.

  - 11월 9일
    - 마 쿠베, 수폭 미사일 발사
    - 오르테가기, 가이아기, 건담에 의해서 격파
    - 건담, G스카이에 올라타고 상승하여 수폭 미사일의 신관만을 절단.
    - 지구연방군 제4군, 포위망 돌파, 이후 이렇다 할 반격을 받지 않고 진군.
    - 지구연방군, 잔적 소탕 개시, 오데사 작전 종료. 유럽으로부터 아시아 지역에 있어서의 지온 세력은 쇠퇴를 시작한다.
    - 제 603 기술시험대, EMS-10 즈다의 시험 테스트 시작. 즈다 1기 테스트 도중 엔진 폭주로 폭파.
    - 우주로 올라간 오뎃사 잔존 지온군은 연방군의 GM의의 습격을 받으나 EMS-10 즈다의 도움으로 6대 격퇴. 그중 4기는 추격전중 엔진과열로 폭파. 듀발 소령 탑승 즈다 1기 엔진폭주로 폭파.

  - 11월 10일 지구연방군 , 관함식 거행. MS의 존재 공포. 그러나 보유 수는 아직 공표되지 않음.
    - 오뎃사의 연방군이 임전 태세를 해제. 경계태세로 이행.

  - 11월 11일 사라미스급 '사모스', '쿠엣타' 외 1척으로 편성된 지구연방군 함대 , 오뎃사에서 발진한 자원 수송 함대 습격.
    - MA－08 시작 1호기 완성.

  - 11월 14일 제2차 그라나다 회전. 지구연방군, 폭격대로 위장한 전함에 기습 공격 감행.
    - RX-78-3 , 마그넷 코팅 처리를 받는다.
    - 연방군 제59 부대, 그라나다로 향하는 도중 지온군과 만남, 교전한다.

  - 11월 15일 연방군 제58 부대, 솔로몬 정찰 부대의 호위 임무에 오른다.

지온군 특수부대 펜릴대, 유콘과의 합류 포인트로 향하는 도중, 다브데를 사출 한다.
- - 11월 16일　MAN－03, 1호기 및 2호기 완성.
  - 11월 17일 지온공국군 기렌 총수, 우주 함대에 대한 보급 우선 방침을 포고.
  - 11월 18일 샤아 아즈나불 대령, 벨파스트 부근에서 '화이트베이스'로 보이는 함을 발견.
  - 11월 18일 '화이트베이스' 벨파스트 기지에 입항.
    - 에너하임 엘렉트로닉스, 리니어 시트 시스템 발표.
    - 지구연방군, 빌로드 작전 발동. 북아프리카 레판트 지방에서 공세로 전환.

  - 11월 19일 벨파스트 근교에 배치되어 있던 지온공국군 제26잠수전대(프라나간대), 정박중인 '화이트베이스' 확인.
  - 11월 20일 지구연방군, RGM－79의 실전 배치 본격화.
    - 지온군, 진행 중의 MS개발 계획을 정리 통합. 페즌 계획 시동.
    - 연방군 제58 부대, 솔로몬주역의 정찰 임무에 오른다.
    - 지온군 특수부대 펜릴대, 후퇴중의 우군과 합류. 연방군의 추격 부대에 대해전을 근무한다.

  - 11월 21일 연방군 벨파스트 기지, 해저에서 습격받음. '화이트베이스', 자브로를 향해 출항.
    - 연방군, RX-79 EX-PH-1 제타건담 무인형 1호기, 긴급 기동.

  - 11월 22일 '매드 앵글러' 이동. '화이트베이스' 추격 개시.
    - 지구연방군 오스트레일리아 방면군, 반공 작전 개시.

  - 11월 23일 지온공국군 돌격기동군, 마 크베 사단에 보낸 시험 제작기 YMS－15 및 동기 개발진의 회수를 명령.
    - 연방군 독립 MS 소대 '화이트 딩고', 레인보우 밸리의 지온공국군 기지 습격.
    - 지온공국군, 이전부터 계획이 진행되고 있던 뉴타입 부대 정식으로 설립.

  - 11월 24일 '매드 앵글러', 연방군 항공모함 '히말라야' 격침.
  - 11월 25일 매드 앵글러급 '즈아이', YMS－15 수송 임무 개시.
    - 화이트·딩고대, 앨리스·스프링 공략 작전 개시

  - 11월 27일 '화이트베이스' 자브로 도착. 샤아 대좌가 자브로의 우주선 도크 확인. 자브로 공격 결정.
  - 11월 28일 매드 앵글러대, 아마존강으로 후퇴. 지온군, 캘리포니아 기지에서 자브로 공격 준비를 진행시킨다.
    - 연방군, 빌로드 작전 종료. 작전 목적 달성.

  - 11월 29일 실전 데이터 수집 부대, 지온 기지 야습 후 폭주한RX-79BD와 교전. 유우 카지마 소위 간신히 격퇴한다.
  - 11월 30일
    - 03:20　지온군의 수륙 양용 MS 3기로 구성된 선발 공격 부대, 아마존강을 역행.
    - 05:40　선발 공격 부대, MS용 출입구를 발견. 연방군 자브로 본부는 선발대의 진입을 확인, 경계경보 발령.
    - 06:30　캘리포니아 기지에서 증원 부대 도착. 가우 공격 항공 모함 18기로 편성된 공격대, 자브로에 침공. 매드 앵글러대는 후방에서 대기.
    - 07:20　지온군 공격대, 자브로 상공에 도착. MS부대의 강하 개시. 자브로 요격 태세에 들어간다. 요격 전투기가 긴급발진.
    - 07:30　지온군 MS대, 강하 후 산개. 2~3기의 소대로 나뉘어 자브로의 진입로를 수색.
    - 07:40　샤아 대령, 선발 공격대 및 은밀 공작 부대(MSN-08 앗가이로 편성)와 합류.
    - 07:50　샤아 대령, 건담과 교전. MS공장 파괴 실패.
    - 08:20　지온의 지상 MS대, 총수의 50%가 격파된다.
    - 08:30　지온 공격 부대 철퇴 개시.
    - 09:00　지온 공격 부대 철퇴 완료. 연방군의 추격을 받는다.
    - 19:00　연방군, 4척의 미끼함을 자브로로부터 출항시킨다.

  - 11월 ?일 아프사라스 3 격파. 시로 아마다 소위 및 아이나 사하린, 행방불명.
  - 12월 지온군, MS-19N 카타르, 롤 아웃.
  - 12월 1일 화이트 딩고대, 심슨 갭 공략 작전 개시.
  - 12월 2일 자브로에서 화이트베이스대 (제13독립함대)를 포함한 양동부대 4척 우주로 발진.
    - 19:00　연방군, 4척의 미끼함을 각각 별항로에서 자브로로부터 출항시킨다. 화이트 베이스, 제13 독립부대에 편입.
    - 21:00　연방군 제2 연합 함대, 자브로에서 대거 발진.
    - 연방군 제17 기갑 해병 사단, 부르나이 타카란만에 상륙을 개시.

  - 12월 4일 지온군 캬멜 함대, 화이트 베이스와 교전하지만 전멸. 드레인 대위 전사.
  - 화이트 베이스, 사이드 6의 파르다 콜로니에 입항.
  - 콘스콘 함대, 샤아의 잔지발과 랑데뷰.
  - 12월 5일 화이트 베이스, 콘스콘 함대와 교전. 릭돔대 전멸, 무사이급 순양함 쿠와멜 격침.
    - 연방군, 아프리카, 북미에서 지온군소탕 작전을 전개.
    - 지온군, 북미 대륙의 기지를 방폐, 우주로의 철수를 개시.
    - 연방군, 실력자 작전 발동. 아시아 방면으로 대공세.
    - 연방군우주 함대, 루나 투에 입항. 공격 목표를 솔로몬으로 하다. 지온군, 연방군의 공격 목표 확인.
    - 콘스콘 함대, 다시 화이트 베이스와 교전해, 전멸.

  - 12월 6일 지온공국군 특무부대 사이클롭스대 건담 NT-1 탈취작전을 위해 지구로 강하.
  - 12월 7일 지온군, 아프리카 전선의 잔존 부대에 인양 명령.
    - 우주 공격군 하인츠 바인 소위, 루나 투 강행 정찰 임무를 받아 솔로몬에서 발진.

  - 12월 8일 사이클롭스대를 태운 유콘형 잠수함, 노바야젬리야 기지를 출항.
  - 12월 9일 사이클롭스대, 연방군 북극기지 습격.
    - 지구연방군 북극기지 강습당함. NT-1을 실은 셔틀은 무사히 발사됨.

  - 12월 10일 사이드 6주역에서 소함대끼리의 조우전 발생.
    - 연방군 제59 부대, 목성 선단 호위 임무에 오른다.

  - 12월 12일 건담 NT-1, 사이드 6의 리보 콜로니 도착.
    - 아프리카, 탄자니아 지구의 지온군 제18 보급 기지, 아군 부대의 습격을 접수 괴멸.
    - 연방군, 뉴잉글랜드 상륙 작전 결행.

  - 12월 13일 지온군, 사이드 6을 강습. 버나드 와이즈맨 하사, 알프레드 이즈루하와 만나다.
  - 12월 14일 지구연방군, 별 1호 작전 발동.
    - 버나드 와이즈맨 하사 귀환 후, 사이클롭스대에 입대.
    - 23:00　지온공국군의 키링 중좌, 사이클롭스대에 의한 루비콘 계획 발동.
    - 연방군, 북미에서 서해안 침공 작전 결행

  - 12월 15일 연방군, 아프리카 전선에서 대규모 소탕 작전을 결행.
    - 연방군, 캘리포니아 기지 탈환 작전 개시. 제11 독립 기계화 혼성 부대, 작전에 투입되다.
    - 지온군 특수부대 펜릴대, 캘리포니아 기지의 방위전에 참가.

  - 12월 18일 사이드 6 경계 부근에서, 화이트 베이스가 지온군 콘스콘 함대와 교전해, 모두 격파
    - 화이트 딩고대 캬 리 톤 채굴소 공략 작전 개시.

  - 12월 19일 사이드 6 정부가 전 지온 공국 함정에 대해서 강제 퇴거를 권고.
    - 사이드 6에서, MS-18E 캠퍼 출격.
    - 크리스티나 매켄지 중위, RX-78 NT1에 탑승해 RX-78 NT1 테스트 기지에 잠입한 사이클롭스대, 연방병과 교전해 3 명중 2명이 전사.
    - 18:20　사이클롭스대, 건담NT-1의 탈취에 실패.

  - 12월 20일 연방군 제3 함대, 루나 투를 출항.
  - 12월 21일 연방군 제58 부대, 태양계 수송 부대의 호위 임무에 오른다.
  - 12월 22일 연방군 제2 함대, 루나 투를 출항.
  - 12월 23일 화이트 딩고대, 애덜레이드 만의 해안 암초 지역 공략 작전 개시.
  - 12월 24일 텍사스 콜로니에서 화이트베이스대, 지온공국군과 전투.
    - 솔로몬 공략 작전.
    - 18:10　지구연방군 제3함대, 사이드4의 잔해를 이용해 솔로몬 지근거리까지 도착. 돌격정 부대가 발진, 빔 교란막 형성에 성공.
    - 18:35　연방군 제3 함대로부터 MS대, 전투기대가 발진.
    - 18:50　연방군 제2 함대, 사이드 1의 잔해를 방패에 솔라 시스템을 전개. 솔라 시스템을 발사.
    - 19:10　연방군 제2 함대, MS부대를 발진시키면서 솔로몬에 접근.
    - 19:30　도즐 자비 중장, 잔존 부대에 퇴각 명령. 본인은 직접 빅 잠으로 출격. 잔존 부대 대부분은 퇴각 대신 도즐 자비 중장 원호.
    - 20:20　연방군 MS대, 솔로몬 내부에 돌입.
    - 20:25　그라나다로부터 솔로몬을 구원하기 위해 마 크베 함대 출항.
    - 20:40　도즐 자비 중장, 우주요새 솔로몬 포기 결정.
    - 20:50　연방군작전 사령관 티안무 제독, 빅잠의 공격을 받고 전사.
    - 21:10　화이트 베이스의 파일럿, 슬레거 로우 중위, 빅잠에 특공 해 전사.
    - 21:15　도즐 자비 중장, 아무로 레이 상사에게 전사. 빅 잠의 프로토토입 손실로 인해 양산이 불가능해짐.
    - 21:20　아무로 레이상사, 건담으로 솔로몬 내부로 침입. 다른 모빌 슈트 부대도 돌입.
    - 연방군, 지온군아프리카 방면군본부 기지의 목전까지 침공한다. 아프리카 전선 사령관 레빌 장군, 티안무의 후임에 추천 된다.

- - 12월 25일 연방군 솔로몬 주둔. 라라아 슨 소위, MA-08 헤르메스의 사이코뮤 원격 공격으로 연방 함정을 격파한다.
    - 그라나다를 발진한 핵탑재의 지온 군함정을 연방군이 격파
    - 14:00　사이클롭스대 버나드 와이즈맨 병장, 건담 NT-1과 교전, 중파시킴(크리스마스 작전).
    - 와이즈맨 병장 전사. 이로 인해 NT-1은 화이트베이스대에게 넘길 수 없게 됨. 크리스티나 매켄지 중위 부상.
    - 화이트 딩고대, 노튼 힐 근교 추격전 개시.
    - 화이트 베이스, 구 사이드 5의 암초주역에서 지온 함대와 만남.
    - 지온군 특수부대 펜릴대, HLV 호위 작전 종료후 캘리포니아 기지로부터 철퇴.

  - 12월 26일 화이트 딩고대, 트린톤 기지 방위.
    - 레빌 장군, 솔로몬에 도착.
    - 지온군 오스트레일리아 방면 부대, 달의 계단 작전 발령.

  - 12월 27일 화이트 베이스, 브라우 브로와 교전. 건캐논 중파, 건탱크 파손, 건담이 브라우 브로를 파괴.
  - 12.29 별 1호작전 최종 국면.아마도 이부근에 시마 가라하우 중위가 자신의 고향인 콜로니에 독가스를 투입해. 솔라레이로 만든다.본인은 자신의 고향인줄 몰랐다.
    - 연방군 제59 부대, 솔로몬으로부터 탈출한 지온 군함대와 교전.

  - 12월 30일　
    - 08:20　레빌 장군, 그레이트 데긴으로부터 통신을 받는다.
    - 09:00　그레이트 데긴, 레빌 장군의 함에 접현.
    - 09:05　지온군, 겔 드르바에서 솔라 레이 발사. 공왕 데긴 소드 자비, 레빌 사망. 연방 군함정의 30%이상 손실.

  - 12월 31일 아 바오아 쿠 전역
    - 05:00　연방군, 잔존 함대의 재편성을 종료.
    - 08:10　아 바오아 쿠 공략전 개시.
    - 08:40　연방군 MS대 발진.
    - 09:25　아 바오아 쿠 사령실내에서 기렌 자비, 키시리아 자비에 의해 살해된다.(기렌의 야망 시리즈에서는 죽지 않는다)
    - (아마도 이 부근) 올리버 마이 기술중위와 학도병이 탄 옥고가 연방군과 사투를 벌인다.
    - 09:40　지온군, 드로스형 항공 모함 드로스 굉침.
    - 10:00　지근 거리로의 난전 계속되다.
    - 10:??　샤아 아즈나블 대좌 완성도 80%의 MSN-02 지옹그로 출격.
    - 10:??　아 바오아 쿠 내부에서 지온그, 건담 모두 파괴됨. 샤아와 아무로는 탈출해 백병전을 시작한다.
    - 10:10　공국군 초대형 우주모함 '드로와' 격침.
    - 11:??　에규 데라즈 대좌, 기렌의 사망 소식을 접하고 지휘하의 함정과 함께 전역을 이탈한다.에나벨 가토 소령또한 같이 이탈한다.
    - (아마도 이 부근) 카스펜 대좌의 겔구그와 EMS-10 즈다가 빅랑과 옥고의 지원. 카스펜 대좌는 장렬하게 전사.
    - 12:05　키시리아 자비 소장, 아 바오아 쿠 탈출 직전 샤아의 공격에 의해 전사.
    - (아마도 이 부근) '요툰 헤임'에 올리버마이 기술중위와 옥고.즈다의 파일럿 무사귀환.
    - 12:15　아 바오아 쿠의 전력 공급, 일부 구획 정전
    - 18:00　지온 공국 임시 정부, 사이드 6를 통해서 연방 정부에 대해 종전 협정 체결을 타진한다.
    - 화이트 베이스 굉침, 건담 대파, 지옹그 대파.
    - 미네바 자비 일행, 지온군잔당과 엑시즈로 향한다.
    - 에규 데라즈 대령, 애너벨 가토와 부하의 함대와 함께 전선 이탈.
    - 지온군 특수부대 펜릴대, 아프리카의 지온 잔당 병력과 합류를 완수한다.

- U.C.0080　
  - 1월 1일　
    - 15:00　달표면 도시 그라나다에서 지구 연방과 공국 정부 전권단, 예비 교섭 후에 암만에서 종전 협정을 체결한다.

  - 1월 14일 사이드6 연방과 안전보장 조약 체결.
    - 크리스티나 맥켄지 새로운 임무로 지구로 배치, 알프래드 학교로 돌아감(건담 0080 주머니속의 전쟁)

## 데라즈 사건
- U.C.0080
  - 1월 1일 샤아 아즈나블, 그와진급 전함을 타고 엑시즈로 향함.
    - 화이트 딩고대, 휴엔덴 요새 공략 작전 개시.

  - 1월 2일 화이트 딩고대, 휴엔덴 HLV 기지 공략 작전 개시.
  - 1월 3일 제타건담 봉인
  - 1월 7일 연방군, 지온군아프리카 방면군본부 기지를 제압한다.
  - 1월 에규 데라즈 대령, 엑시즈행을 거절하는 지온군잔당을 규합, 함대 재편성.
  - 2월 연방군, 아프리카의 지온군 킬리만자로 기지 공략 개시.
  - 3월 데라즈 함대, 콜로니의 잔해 속에 '가시나무 정원' 건설 시작.
  - 6월 지구연방군, 아프리카 전선에서의 구 지온군 잔장 소탕 완료 보고. (실제로는 상당히 많은 수가 잔존)
  - 버나지 링크스 탄생.

그리고 아마도 이 부근에 지구연방군의 함대가 액시즈를 공격.
액시즈 잔존세력은 아무로 레이의 데이터가 추가되어 회피율이 높아진 짐때문에 고전.
노이에 질의 프로토 타입으로 추정되는 제로 디 알에 탄 샤아 아즈나블 대좌와 하만 칸. 로베르토와 아폴리의 기지로 격파.
- U.C.0081
  - 3월 14일 붓호·콘체른, 이익의 공공 환원으로서 직접 훈련소를 설립.
  - 3월 28일 지온공국군 패잔병 일부, 소행성기지 액시즈 도착
  - 5월 5일 도즐 자비의 부인 제나 자비, 액시즈에서 병사.
  - 8월 15일 데라즈 함대, 지온 공국 국경절을 기회로 게릴라 활동 개시.
  - 9월 17일 솔로몬의 악몽 애너벨 가토 대위, 데라즈 함대(데라즈 플리트)에 복귀, 소좌에 승진. 데라즈 함대, 애너하임 엘렉트로닉스와의 접촉 활발화
  - 10월 13일 연방 의회, 지구연방군 재건계획 승인. 일년전쟁의 교훈을 얻지 못한 지구연방군 수뇌부는 우주함대 중심의 함대재건계획을 중심으로 계획을 수립함.
  - 10월 20일 건담 개발 계획, 존 코웬 중장 지휘하에 애너하임 일렉트로닉스사에서 비밀리에 시작됨.
  - 11월 데라즈 함대와 액시즈, 동맹.

- U.C.0082
  - 4월 지구연방군, 비밀리에 뉴타입 연구기관 설립. 오거스타 연구소와 무라사메 연구소에서 각각 다른 방향의 개발 개시.
  - 5월 콜로니 재생계획 시작. 사이드 4의 재생가능 콜로니를 사이드 3으로 이동시키기 시작함.
  - 12월 데라즈 플리트 가시나무의 정원 안에서 신 MS개발 계획.

- U.C.0083
  - 1월 데라즈 함대, 건담 개발 계획에 관한 정보 입수. 핵무장형 건담의 존재 확인. 에너하임 일렉트로닉스에 공작원을 잠입시킨다.
  - 3월 데라즈 함대, 연방 세력의 안정화를 염려해 대규모 공격작전을 위한 계획 수립. 반 지구연방세력과의 유대 강화.
  - 5월 데라즈 함대, MS-21C 생산 개시.
  - 7월 30일 스타더스트작전 계획 기초
  - 8월 9일 액시즈의 지도자 마하라자 칸 사망.
  - 8월 11일 하만 칸(당시 16세), 미네바 자비의 섭정으로 취임. 데라즈 함대의 방침을 확인하고 지원을 약속
  - 9월 액시즈, 건다리움 감마 개발 성공.
  - 9월 18일 아나하임 일렉트로닉스, 폰 브라운 공장에서 건담 개발계획에 따른 건담 시작 2호기 RX-78GP02(사이사리스) 롤 아웃
  - 9월 29일 아나하임 일렉트로닉스, 폰 브라운 공장에서 건담 시작 1호기 RX-78GP01(제피렌서스) 롤 아웃 및 Fb(풀버니언)용 환장부품 롤 아웃
  - 10월 4일 아나하임 일렉트로닉스, 건담 시작 3호기 RX-78GP03(스테이맨 + 오키스 = 덴드로비움) 롤 아웃
  - 10월 7일 지구연방군 강습양륙함 페가수스급 7번함 알비온, 에너하임 엘렉트로닉스의 폰 브라운 공장에서 건담 시작 1,2호기를 수령
    - 중력 하 테스트를 위해 오스트레일리아의 연방군 트린턴 기지를 향해 출항.

  - 10월 9일 아나벨 가토 소좌, 지구 강하. 아프리카의 지온 잔당군과 합류.

- - 10월 13일 데라즈 함대, '스타더스트'작전 발동.
    - 15:00 알비온, 트린턴 기지 도착. '스타더스트'작전 발동.
    - 21:05 가토 소좌, Mk82 핵탄두가 탑재된 건담 시작 2호기 탈취
    - 21:46 지구연방군 잔존 MS소대가 건담 시작 2호기 추적 개시

- - 10월14일 지구연방군 강습양륙함 알비온, 건담 시작 2호기 추적임무 수령. 지구연방군 테스트파일럿 코우 우라키 소위, 알비온에 배속됨.
    - 00:50 가토 소좌, 건담 시작 2호기를 코무사이에 적재하려 하나 코우 우라키 소위의 건담 시작 1호기에 의해 저지됨.
    - 06:20 버닝 소대, 해안선일대에서 교전 개시. 건담 시작 2호기는 유콘에 의해 회수되고 아프리카방면으로 탈출함.
    - 10:51 자브로의 코웬 중장으로부터 알비온의 에이바 시냅스 함장에게 건담 시작 2호기 탈환 명령이 내려짐.
    - 17:40 알비온, 아프리카로 출항.

- - 10월 16일 알비온, 아프리카의 지온 잔당 기지 수색 개시.

- - 10월 23일 아프리카 킴벌레이드 기지 공방전
    - 09:14 가토 소좌 및 GP02A, 지온군 잔당의 킨바라이트 기지에 도착
    - 12:00 에너하임 일렉트로닉스 기술원 닉 오 빌딩의 스파이 행위 발각. 코어 파이터로 알비온 탈출
    - 13:15 킨바라이트 기지 지령 노이엔 빗터 소장, 양동 작전 개시
    - 14:01 GP02A가 HLV로 궤도상에 탈출
    - 14:27 킨바라이트 기지, 연방군에 수복
    - 14:30 데라즈 프리트의 무사이 함대 기함 페일 굴트, HLV를 회수. 연방군 제1 궤도 함대 정찰 전대와 교전
    - 14:41 연방군 색적 함대 사라미스급 2척, 페일 굴트와 교전해 굉침
    - 가토 소좌, 건담 시작 2호기와 함께 HLV로 우주에 귀환.
    - 킴벌레이드기지 사령관 노이엔 빗터 소장, 전사.

- - 10월 25일 시마 가라하우 중좌와 휘하 부대, 데라즈 함대에 합류.
    - 알비온, 응급 보수 완료. 대기권 이탈

  - 10월 28일 지구연방군 우주보급함 라비안 로즈에서 건담 시작 3호기의 테스트 시작.

- - 10월 31일 데라즈 함대, 지구연방군에 선전포고. 연방군은 무시한다.

09:23 　페일 굴트, 암초 주역 항로에서 시마 함대 릴리 마르레인과 합류
10:37 　페일 굴트, 암초주역의 가시나무 정원으로 귀환
10:51 　알비온, 2척의 사라미스급과 합류. 암초 주역 수색 개시
12:19 　릴리 마르레인, 암초 공중 역내에서 알비온 함대를 요격. GP01 대파
12:30 　데라즈 선언. 지구 전역에 데라즈 프리트의 선전포고 방송
- - 11월 1일 제2차 콜로니 재생계획 시작. 사이드 1의 재생 가능 콜로니를 사이드 3으로 이동시키기 시작함.
  - 11월 2일 알비온, 달 표면 도시 폰 브라운 도착. GP01 수리와 Fb 타입의 개장 때문에, 에너하임의 공장에 반입된다
  - 11월 3일 데라즈 함대의 위장화물선, 폰 브라운 입항

- - 11월 4일 알비온, 솔로몬 공역으로 출항.
    - 10:06 에너하임 일렉트로닉스의 리바모아 실험장에서 GP01Fb 트라이얼 개시
    - 20:55 MA-06 바르 바로의 습격에 알비온 긴급발진
    - 21:18 GP01Fb , 바르 바로 격파
    - 21:40 알비온, 달 인력권을 이탈해, 솔로몬 공역으로 향함.

- - 11월 5일 가토 분함대, 솔로몬 근방 공역으로 출항. 알비온, 데라즈 함대의 소부대와 조우전.
  - 11월 7일 가토 분함대, 솔로몬 작전구역에 도착.

- - 11월 8일 시마 부대와 알비온의 MS소대 교전
    - 14:52 연방군전함 버밍엄, 시마 부대와 교전 (일부 내용 공식 역사에서 삭제)
    - 15:16 시마 부대, 담당 작전구역으로 이동
    - 15:27 사우스 버닝 대위 전사. 알파 A 베이트, 코우 우라키는 각각 대위와 중위로 전시 승진

- - 11월 10일 가토 소좌, 지구연방군 관함식 공격.
    - 00:00 데라즈 함대, '가시나무 정원'에서 출항.
    - 02:23 액시즈 선도부대, 지구권에 기함.
    - 13:00 1년전쟁 이후 4년만의 지구연방군 관함식, 콘페이토 (구 솔로몬; 역주:金平糖-별사탕이란 뜻.)에서 거행.
    - 14:31 관함식을 노린 데라즈 함대 기습 감행. 가토 소좌, 건담 시작 2호기에 탑재된 핵 발사. 그린 와이어트 대장 전사, 지구연방군 우주함대는 기함을 포함해 2/3이 항행불능 이상의 손상을 입음.
    - 15:05 건담 시작 1호기 풀바니언, 건담 시작 2호기와 교전. 양기 모두 파괴됨.
    - 16:27 시마 부대, 이송중이던 콜로니 2기 탈취
    - 16:50 알비온, 라비안 로즈로 진로 변경
    - 21:11 시마 부대, 콜로니 2기의 미러 중 각 1장씩을 파괴.
    - 21:26 콜로니 2기 충돌함. 1기는 달로 떨어지기 시작.
    - 21:35 지구연방군 잔존부대, 콘페이토에서 발진. 시마 부대와 콜로니 추적 개시

- - 11월 11일 데라즈 함대, 콜로니 추진부 점화. 지구에 떨어뜨리기 위한 궤도로 이동.
    - 04:14　데라즈 함대 본대, 시마 부대와 합류. 콜로니를 엄호하는 함대 진형 구축.
    - 05:35 데라즈 함대, 액시즈 선도부대로부터 MA 노이에 질 수령
    - 05:57 알비온, 라비안 로즈 접촉
    - 08:51 지구연방군 선발부대, 노이에 질과 교전 후 전력 상실.
    - 09:25 가토 부대와 액시즈 선도부대, 데라즈 함대와 합류.
    - 10:40 데리즈 함대, 달 궤도 상의 수송용 레이저 (통칭 이그니션 레이저)로 콜로니 추진부 점화. 콜로니 궤도가 지구 충돌 궤도로 변경됨.
    - 12:12 아나하임 일렉트로닉스의 루셋 오데비, 코우 중위를 감싸고 사망.
    - 15:18 알비온, 건담 시작 3호기와 함께 라비안 로즈 발진.

- - 11월 12일 콜로니 낙하작전(제2차 브리티쉬 작전) 및 이를 저지하기 위한 지구연방군과의 전투
    - 10:06 선행한 건담 시작 3호기, 데라즈 함대와 교전 개시.
    - 10:50 건담 시작 3호기, 노이에 질과 교전.
    - 13:51 달 궤도상의 지구연방군 추격 함대, 보급 완료 후 데라즈 함대 추격 재개.
    - 17:51 시마 소좌, 데라즈 함대 기함 그와덴 함교 점거.
    - 20:15 에규 데라즈 중장 전사
    - 21:47 지구 충돌 코스에 들어간 콜로니에 바스크 옴 대령 지휘하의 솔라 시스템 II에 의한 공격. 그러나 콜로니는 낙하 저지 한계 돌파.
    - 23:11 가토 소좌, 콜로니의 최종 궤도 조정 완료.

- - 11월 13일 지구연방군 추격함대, 데라즈 함대와 교전, 격파.
    - 00:00 솔라 시스템 II, 다시 한번 콜로니를 공격하나 역시 실패.
    - 00:13 콜로니, 남아메리카 자브로 상공 통과. (현지시각 11월 12일 20:13)
    - 00:34 콜로니, 북아메리카 대륙 윈바에 격돌.
    - 01:05 액시즈 선도부대, 선회하여 액시즈로 귀환 개시.
    - 01:19 아나벨 가토 소좌, 전사.

- - 11월 16일 지구연방군 바스크 옴 대령, 지구지상주의 연설.
  - 11월 23일 데라즈 사건과 관한 군사재판 개정. 코웬 중장은 실각하고 에이바 시냅스 대령에게 극형이, 코우 우라키 중위에게 2년형이 내려짐.
  - 12월 3일 AE 폰브라운지사의 오설리반 상무 사망.
  - 12월 4일 자미토프 하이맨 준장의 주장에 의거, 지온 잔당군 토벌 특수부대 티탄즈 결성됨. 잔존 알비온 부대, 티탄즈로 배속됨.

- U.C.0084
  - 3월 10일 건담 개발 계획, 데라즈 함대와 관련한 모든 사건에 대한 기록 말소. 관련 판결 모두 무효로 돌아감. 코우 우라키 중위, 알래스카 기지에서 니나 퍼플톤과 만남.

## 그리프스 분쟁
- U.C.0084
  - 6월 17일 지구연방의회, 각 사이드의 재편성 완료 및 지구권의 현상유지 발표.
  - 7월 8일 붓호 콘체른의 구형 콜로니 완성
  - 9월 21일 전 지온공국군 대좌 샤아 아즈나블, 비밀리에 지구권으로 귀환하여 지구연방군의 군적(크와트로(Quattro) 바지나, 대위)을 취득. 반지구 연방 운동에 참가.
- U.C.0085
  - 7월 31일 티탄즈, 시위가 벌어진 사이드 1의 30번지 콜로니에 G-3 독가스 주입. (30번지 사건 발발)
  - 이후 반 지구 연방 조직 A.E.U.G.(에우고) 활성화됨.
  - 9월 8일 그리프스 2, 사이드 7에 건설됨
- U.C.0086
  - 2월 6일 액시즈, 지구권으로 발진.
- U.C.0087
  - 3월 2일 에우고의 강습 양륙함 아가마 소속 크와트로 바지나 대위 휘하의 MS 소대, 사이드 7의 그린 노아 1(그리프스 1) 콜로니에서 티탄즈의 시작 MS, RX-178 건담 Mk-II 3기를 현지 민간인 카미유 비단의 협조 아래 강탈함.
    - 이후 카미유는 에우고에 합류. 이를 시점으로 하여 에우고와 티탄즈 간의 '그리프스 분쟁' 개시.

  - 3월 16일 에우고, 태양전지위성 공격
  - 3월 18일 아가마, 사이드 1의 30반치 콜로니 입항.
  - 3월 25일 아가마, 달 도시 암만 입항.
  - 4월 29일 지구연방정부, 마지막 목성 에너지 수송선 쥬피트리스의 지구권 귀환과 동시에 행성개발계획의 규모 축소 발표.
  - 5월 3일 아가마, 지구연방군 셔틀 템프테이션과 접촉. 브라이트 노아 중령, 에우고에 참가.
  - 5월 11일 에우고, 지구연방군 기지 자브로 공격. 자브로에 설치된 수폭으로 인해 기지는 파괴됨.
    - 포로가 되어 있던, 레코아 론도 소위와 카이 시덴이 탈출. 에우고의 부대 탈출. 아마존의 삼림이 파괴되어 지표의 생태계는 큰 데미지를 입는다.

  - 5월 12일 카라바의 하야토 코바야시, 자브로에서 탈출한 에우고 부대와 접촉
  - 5월 샤이안 기지에 연금중이던 아무로 레이 대위, 카츠 코바야시와 함께 카라바에 합류.
  - 5월 22일 에우고 소속 MS부대와 카라바의 아우돔라, 케네디 기지로 향함.
  - 6월 8일 티탄즈, 그린 노아 2 (그리프스 2) 콜로니의 이동 개시. 우주요새 '제단의 문'(Gate of Zedan, 구 아 바오아 쿠) 완성.
  - 6월 29일 티탄즈, 홍콩 시티 습격
  - 7월 8일 아우돔라, 홍콩 시티 출항
  - 8월 10일 티탄즈, '아폴로 작전' 발동. 폰 브라운 시 강습 후 점거에 성공하나, 에우고의 반격과 내분으로 인해 며칠 안에 철수.
  - 8월 16일 지구연방의회, 티탄즈의 권한 강화 법안 통과.
  - 8월 17일 지구연방의회에 출석 중이던 에우고의 지도자 블랙스 폴라 준장 암살.
  - 8월 24일 티탄즈, 그라나다 시에 대한 콜로니 떨어뜨리기 작전 실패.
  - 9월 14일 티탄즈, 사이드 2로 집결.
  - 9월 21일 티탄즈, 사이드 2의 25번치에 대한 독가스 공격을 시도하나 실패.
  - 10월 5일 티탄즈, 폰 브라운 시의 항구 파괴.
  - 10월 12일 액시즈, 자비가의 유아 미네바 라오 자비를 상징으로, 지구권 궤도 진입.
  - 10월 14일 에우고 액시즈와 접촉하나 교섭 결렬.
  - 10월 15일 액시즈와 티탄즈, 동맹 체결
  - 10월 19일 아가마, 보급을 위해 라비안 로즈와 접촉
  - 11월 2일 에우고, 아프리카의 지구연방군의 킬리만자로 기지 습격.
  - 11월 3일 킬리만자로 기지 파괴. 자미토프 하이맨은 무사히 탈출함. 포 무라사메 전사.
  - 11월 16일 에우고의 크와트로 바지나 대위, 다카르의 연방의회에서 연설. 전 세계에 티탄즈의 실체를 고발해 스스로의 정당성을 호소한다.
  - 반 티탄즈 감정이 높아짐. 이를 기점으로 하여 티탄즈가 수세에 몰림.
  - 11월 24일 아가마, 사이드 2의 13반치(모르데간)에 기항.
  - 11월 30일 아가마, '제단의 문' 정찰.
  - 12월 7일 티탄즈, 그리프스 2를 개조한 콜로니 레이저를 사용하여 사이드 2의 18번지 파괴.
  - 12월 14일, 티탄즈, 사이드 2의 21번지에 G-3 독가스 주입. 주민 전원 사망.
- U.C.0088
  - 1월 18일 액시즈, 티탄즈 우주요새 '제단의 문'과 충돌, 이를 파괴함. 그리프스 2도 점령하는 데 성공. 액시즈는 그라나다 충돌궤도에 진입.
  - 1월 25일 액시즈와 티탄즈, 교섭 결렬 및 동맹 해소. 티탄즈 지도자 자미토프 하이맨 사망.
    - 목성선단 지휘관 파프데마스 시로코, 티탄즈의 실권 획득.

  - 1월 28일 소행성 페즌에 주둔 중이던 훈련부대에서 일부 지구주도파 장교들('뉴 디사이즈'라 자칭)에 의한 반란 계획 수립.(페즌 사건)
  - 2월 2일 에우고, '멜슈트룸 작전' 발동. 함대전 끝에 그리프스 2 점령.
    - 그리프스 2를 이용하여 액시즈의 궤도 변경에 성공함.

  - 2월 20일 에우고, 엑시즈, 티탄즈에 의한, 그리프스 2를 둘러싼 삼파의 함대전
  - 2월 21일 아가마, 전투공역 도달. 라데슈, 에마 신 중위의 건담 Mk II를 감싸고 격침당함. 헨켄 소령 전사.
  - 2월 22일 에우고, 액시즈, 티탄즈 간의 함대전 전개됨.
    - 에우고, 그리프스 2를 이용하여 티탄즈 함대를 괴멸시킴. 에우고 함대도 절반 이상 손실.
    - 그리프스 2 파괴됨.
    - 시로코, 전사.
    - 에마 신 중위 전사.
    - 크와트로 대위, 행방불명.
    - 카미유 비단, 정신붕괴.

## 페즌 사건
- U.C.0088
  - 2월 25일 아가마급 2번함 페가수스III를 기함으로 하는 알파임무 부대, 연방군 바이코누르 발사 기지에서 발진.
  - 2월 29일 액시즈, 지온의 재흥 선언. 네오지온이라 표방하며 각 사이드에 제압부대를 파견.
    - 알파임무 부대, 소행성 페즌의 가시주역에 도착. 최초의 교전을 한다.

  - 3월 1일 아가마, 보급 및 수리를 목적으로 사이드 1의 1반치, '샹그릴라'에 기항.
    - 알파임무 부대, 발전 위성 SOL7804를 격파. 사라미스급 2척 격침된다.

  - 3월 3일 네오지온의 순양함 엔드라, 샹그릴라 기항. 아가마는 콜로니 내에 잠복.
    - 2척의 사라미스급이 알파부대에 합류

  - 3월 4일 X분견함대(에이노 함대), 저궤도 연락 스테이션 ”펜타”에서 출발
  - 3월 6일 엔드라와 결탁한 정크 업자가 핸드메이드의 MW를 사용해, 학교에서 Z건담과 교전
    - 제독의 모반 사건, 에이노 함대 탈주. 사라미스급과 콜럼부스급이 2척씩 이탈
    - 사이드 4 주둔 부대, 에이노 함대를 발견해 교전. 2척을 격파
    - 달궤도 함대의 8척이 페즌주역에 도착

  - 3월 7일 페즌 공략전. 뉴 디 사이즈, 페즌을 핵폭탄으로 폭파
  - 3월 9일 가자대가 아가마를 습격하나 신형 코어 파이터(파일럿은 루 루카), 아가마 합류.
  - 3월 10일 알파임무 부대, 뉴 디 사이즈 함대의 추격을 명령받는다.
  - 3월 11일 아가마, 민간인 고철수집상에게 습격당함. 이후 네오지온의 순양함 엔드라와 교전하며 콜로니 탈출.
    - 쥬도 아시타 및 동료 민간인 고철수집상, 현지 입대 형식으로 아가마의 승무원이 됨.

  - 3월 12일 아가마와 엔드라 교전. 라비안로즈를 향해 발진.
    - 뉴 디 사이즈 함대, 달표면 도시 에어즈의 궤도 연락 스테이션에 도착

  - 3월 13일 에이노 함대, L1의 암초주역에 도착
    - 알파임무 부대에 의한 에어즈의 제압작전 실패
    - 연방군 본성함대가 달궤도에 도착. 알파 임무 부대와 합류

  - 3월 14일 알파임무 부대, 함대 MS전대 재편성. 새롭게 본성함대로부터 β임무 부대 편성.
  - 3월 15일 캬라 슨, 엔드라 함장으로 부임. 아가마, 코어 베이스 수령.
  - 3월 16일 교전 중 Z건담 두부 손실. 아가마, 코어 톱 수령. ZZ건담 가동.
  - 3월 17일 에어즈의 일대, 이글 폴 작전 발동. 알파임무 부대의 MS전대 FAZZ대 전멸
  - 3월 19일 엔드라, 라비안 로즈 공격. 아가마, 라비안 로즈와 접촉.
  - 3월 23일 아가마급 2번함 '페가사스 III'를 기함으로 한 알파 임무부대, 지구연방군 바이코누르 기지로부터 발진.
    - 아가마의 일부 크루가 엔드라에 투항

  - 3월 24일 뉴 디 사이즈, 에어즈 탈출 작전을 실행
    - Ex-S건담, 건담Mk-V를 격파. 뉴 디 사이즈 브레이브 콧드 전사. 뉴 디 사이즈, 매스 드라이버 기지를 점거.

  - 3월 25일 아가마, 콜로니 '문문'에 기항.
    - 알파 임무부대, 소행성 페즌 주변 공역에 도착. 최초의 조우전 발생.

  - 3월 26일 아가마, 엔드라와 교전 후 격침함. 캬라 슨, 포로가 됨. 문문 출항.
    - 알파 임무부대, 발전위성 SOL7804 파괴. 사라미스급 전함 2척 격침당함.

  - 3월 28일 아가마, 라비안 로즈와 접촉. 엔드라의 잔존 승무원은 민드라로 재배치.
    - 뉴 디 사이즈, 매스 캣쳐를 이용여 탈출. 네오지온,「페즌사건」에 개입, 트와이닝대, 뉴 디 사이즈 장병을 구출. 에어즈시 무장 해제
    - 소행성 기지 페즌, 핵병기에 의해 파괴됨. 알파 임무부대에 대한 지원을 담당할 예정이던 에이노 제독의 함대, 뉴 디사이즈에 가담.

  - 3월 29일 에이노 함대 및 뉴 디사이즈, 뉴 디사이즈를 지지하는 달 도시 에이어즈에 입항.
  - 3월 31일 페가수스III , 단함으로 뉴 디 사이즈 추격을 개시
  - 4월 1일, 아가마의 론치 강탈당함. 아가마 상에서 백병전 발발.
  - 4월 2일 뉴 디 사이즈, 펜타를 제압. 네오지온, 페가수스III를 위협 공격으로 발을 묶는다.
  - 4월 3일 페가수스III, 네오지온의 추격을 뿌리치고 L1의 암초주역에 도착.
  - 4월 4일 페가수스III, 연방군 총사령부로부터 펜타에 대한 위협 정찰의 명령을 받는다.
    - 뉴 디 사이즈, 연방군 총본부 폭격 및 다카르 제압 작전을 위해 펜타를 출발
    - 페가수스III, 펜타의 가시주역에 들어가 전투를 개시한다. MS대는 에이노 잔존 함대의 공격으로 공격 방면으로 이동.
    - 브라이언 에이노 제독, 알파임무 부대에 항복. 뉴 디 사이즈 전멸.

  - 4월 5일 알파 임무부대, 임무 완료. 페즌 사건 종결.
    - 뉴 디사이즈 궤멸로 '대 티탄즈 항쟁'인 클립스 분쟁, 공식적으로 종결됨.
    - S 건담, 티베트의 라사에 대한 미니 콜로니 떨어뜨리기를 노린 MA 조디악 파괴.
    - S 건담, ALICE 발동 후 파일럿 료 류츠 중위를 사출하고 뉴 디사이즈 간부가 탑승한 셔틀 저격. 이후 대기권 돌입으로 소실됨.

## 제１차 네오지온 항쟁
- U.C.0088
  - 4월 12일 아가마, 라비안 로즈 출항. 폐기 콜로니에 대해 포격 시험 실시.
  - 4월 29일 쥬도, 엑시즈에 잠입. 비체 나그와 몬드 아가케를 수반해 귀환.
  - 5월 8일 쥬도, ZZ 건담과 함께 산드라에 항복. 이후 주거구역 내에서 큐베레이와 전투 후 이탈.
  - 5월 19일 아가마, 액시즈에 대해 하이 메가 입자포 포격을 실시하나 피해 없음.
  - 6월 6일 네오지온의 선발대, 지구 강하 개시.
  - 6월 9일 카라바, AE 캘리포니아 공장에서 MSK-006를 롤 아웃
  - 7월 8일 아가마, 그라나다에 기항.
  - 7월 9일 네오지온, 그라나다 우주항 파괴 시도. 폭격을 지휘하고 있던 함정 굉침.
  - 7월 13일 네오지온의 MS부대, 지구 강하 개시. 기함 사다란, 지구로 출항.
  - 7월 20일 산드라가 사다란과 접촉
  - 8월 1일 하만 칸 지휘 하의 네오지온군, 지구침공작전 개시. 쥬도, 엘피 플 구조.
  - 8월 2일 아가마, 지구로 강하. 아프리카 서부 해안으로 이동하고 건담 팀은 다카르 협공을 위해 별도 행동 개시.
  - 8월 9일 건담 팀, 롬멜 부대와 교전
  - 8월 29일 네오지온군, 다카르 점령. 구 지온 잔당 및 티탄즈 잔당, 네오지온과 연합.
  - 8월 31일 하만 칸과 미네바 자비, 다카르 도착. 에우고와 카라바, 다카르 습격작전 실행.
  - 9월 21일 아가마, 엘 고리아의 카라바 기지 도착. 그레미 토토 부대와 조우전.
  - 9월 23일 건담팀, 가르다야로. 그레미 토토, 블루 부대와 합류.
  - 10월 9일 그레미 토토의 블루 부대, 건담 팀과 전투. 디도 카르토하 전사.
  - 10월 14일 네오지온의 아프리카 해방 전선이라 공모. 가르다야에 침공
  - 10월 21일 아가마, 재보급 및 건담 팀과 합류 후 잉글랜드로 출발.
  - 10월 26일 지구연방 수뇌부, 사이드 3 양도 방침에 반대하는 브라이트와 쥬도 감금.
  - 10월 28일 엔드라 II 휘하 네오지온 함대, 사이드 4의 콜로니 1기를 점령. 지구의 낙하궤도에 돌입.
  - 10월 30일 네오지온의 콜로니 떨어뜨리기 작전이 발각됨. 아가마, 아우드무라와 합류. 하야토 코바야시 전사.
  - 10월 31일 네오지온, 더블린에 콜로니를 떨어뜨림.
  - 11월 2일 아가마, 카라바 기지로. 크루는 우주에 귀환.
  - 11월 3일 넬 아가마 취항. 비차 올레그 함장 대리 취임.
  - 11월 6일 라비 안 로즈, 넬 아가마를 쫓아 암흑주역으로 향함.
  - 11월 7일 넬 아가마, 대 네오지온 임무 수령 후 사이드 3로 출항.
  - 11월 11일 넬 아가마, 사이드 3의 24 번치, 타이가바움에 기항
  - 11월 14일 지구 연방 정부, 사이드 3를 네오지온에 양도. 네오지온의 전력, 지구상에서 철퇴
  - 11월 22일 쥬도 아시타들은 코어3의 소혹성 Cicero에 잠입. 소혹성 Cicero에서 반 네오지온의 레지스탕스가 봉기.
  - 12월 25일 네오 지온군 내부에서 그레미 토토의 반란 발발, 액시즈를 점령한다.
- U.C.0089
  - 1월 4일 넬 아가마, 연방군과 에우고의 지원 없이 독자행동 돌입.
  - 1월 8일 쥬도, 미네바 자비를 납치하기 위해 코어 3에 잠입. 실패.
  - 1월 10일 하만 휘하의 부대와 그레미 휘하의 부대, 충돌.
  - 1월 11일 라비안 로즈, 그레미 함대로부터 넬 아가마를 엄호하고 격침당함. 함장 대리 에마리 온스 전사.
  - 1월 13일 하만 출격. 마슈마 세로, 플 2의 퀸만사를 물리치나 이어서 스페이스 울프대의 공격을 받고 전사.
  - 1월 14일 넬 아가마, 그레미 군과 전투 개시. 그레미군은 철퇴하지만 NT부대를 투입.
  - 1월 15일 ZZ건담, Z건담, 건담 MkII의 3기 아크시즈로 향함.
    - 쥬도 아시타, 그레미 토토를 수색. 그레미 토토는 퀸만사로, RX-178 건담 Mk-Ⅱ와 MSZ-006 Z건담을 격파.

  - 1월 16일 액시즈, 코어 3와 충돌. 그레미 토토 전사.
    - 네오지온함대 괴멸. 하만 칸, AMX-004 큐베레이로 출격 쥬도 아시타의 MSZ-010 ZZ건담과 싸우고, 자결.

  - 1월 17일 에우고, 네오지온을 제압. 쥬도의 ZZ 건담과 전투로 하만 칸 전사. 미네바 자비 행방불명. 제1차 네오지온항쟁(하만 전쟁) 종결.
  - 3월 15일 목성 에너지 수송 재개. 쥬피트리스 II 발진. 쥬도 아시타와 루 루카 목성으로.

## 제２차 네오지온 항쟁(샤아의 반란)
- U.C.0089
  - 5월 1일 지구연방군, 소행성 관리체계 재편.
  - 8월 25일 지구연방군, 스페이스노이드의 활동을 지원하는 콜로니에 대해 경제 제재 강화.
  - 12월 민군공동 항공 대학교, 연방군 오뎃사 기지의 제8 전대 기함 강습 양륙함 일 니드 입항.
    - 네오지온 온건파의 외교관 세라나 칸과의 접촉을 도모하지만, 그녀를 추적해 온 네오지온 제31 강하 MS대대의 공격을 받는다.
    - 마노프 함장 의식 불명 중태, 케리 슈나이더 대위의 지휘의, 일 니드는 기지로부터 탈출한다.
    - 일 니드, 네오지온군 사이프러스 기지에 침공
    - 카이로 부근의 전투 후, 일 니드 MS대 대장 게이리 중위의 기체가 폭발, 전사.
    - 일 니드, 바르셀로나 기지 방위전에 참가
    - 일 니드, 유럽 중앙 기지에 입항. 세라나 칸, 연방군과 교섭을 가지지만 싱크레어 소좌에게 인도.
    - 일 니드, 스칸디나비아 반도 방면으로 향해서 출항
    - 유럽 중앙 기지, 빅잠의 공격을 접수 괴멸
    - 일 니드, 스칸디나비아 반도 방면의 네오지온 잔당군을 전멸시킨다. 유럽 방면의 네오지온 잔당군 괴멸.
- U.C.0090
  - 1월 EGM, NSP 등의 반 지구 연방 조직 활동 개시.
  - 2월 스위트 워터, 피난민 거주구역으로 개조.
  - 3월 연방군, 외곽신흥부대 론도 벨 설립. 브라이트·노아 대령, 아무로·레이 대위 참가.
  - 3월 21일 지구연방군, 외곽신흥부대 론도 벨 재편. 지휘관으로 브라이트 노아 대령, MS대 대장으로 아무로 레이 대위 부임.
  - 7월 15일 NSP의 Colored대, 사이드 6의 재건중인 텍사스 콜로니 습격. 연방군의 Arahas대, 모노톤사의 스탭과합류.
  - 10월 15일 사이드 2에서 지구연방군 Arahas대와 Colored대 전투.
  - 11월 23일 모노톤 마우스사의 스탭 대니 니엘 건즈, 지구연방군 테스트파일럿으로 발탁.
  - 12월 15일 NSP 온건파, Arahas대와 합류 후 과격파(위장된 네오지온 부대)와 투쟁.
- U.C.0091
  - 2월 6일 NSP 해산 선언.
  - 2월 27일, NSP 과격파로 위장한 네오지온 부대, 목성으로.
    - 쥬도 아시타, 목성권에서 아므로 레이와 만남.
- U.C.0092
  - 8월 지구연방군, 본부를 티베트의 라사로 이동 개시.
  - 12월 13일 네오지온, 지구연방군에 대한 공격 시사.
  - 12월 22일 샤아 아즈나블을 총수로 하는 네오지온, 스위트 워터 점거를 선언.
  - 12월 25일 지구연방군, 론도 벨대 증강.
- U.C.0093
  - 2월 27일 네오지온 총수 샤아, 인터뷰 도중 사실상의 선전포고. ‘제2차 네오 지온 항쟁’ 발발
  - 3월 3일 네오지온군, 스위트 워터에서 발진.
  - 3월 4일 네오지온군, 소행성 5th 루나를 티베트 라사에 떨어뜨림.
  - 3월 6일 네오지온과 지구연방군 간의 평화교섭이 극리리에 사이드 1의 콜로니 론디니온에서 이루어짐.
  - 3월 12일 네오지온, 액시즈를 지구에 떨어뜨리려 하나 실패.
    - 샤아 아즈나블, 아무로 레이 사망.
    - 제2차 네오지온 항쟁(샤아의 반란) 종결.

  - 9월 지구연방군 내의 정보부 및 전략 전술연구소, S.N.R.I.(전략 해군 연구소, Strategic Naval Research Institute)로 개편됨.

라플라스 사변
- U.C.0096
  - 풀 프론탈이 네오지온 잔당 세력 소데츠키 지휘중
  - 에너하임 일렉트로닉스가 전신 사이코 프레임 모빌슈트 형식번호 RX-0 유니콘 건담 완성.
  - 4월 7일 라플라스의 궤를 둘러싼 연방과 소데츠키 간의 분쟁 발발. 이를 '라플라스 사변'이라고 부름.
    - 13:00 애너하임 일렉트로닉스 공업전문학교 학생 버나지 링크스, 오드리 번 (미네바 자비) 만남. 구출.
    - 14:30 메가라니카에 쁘띠 모빌 추락.
    - 19:00 RX-0 유니콘 건담에 버나지 링크스 탑승. 카디아스 비스트 사망.
    - 19:20 유니콘, NZ-666 크샤트리아와 교전 실시, 격추에는 실패. 교전 도중 유니콘의 NT-D 가동 확인 후 건담 타입이라 추정, NZ-666 크샤트리아에 큰 피해 입힌 후 가동 중지.
    - 19:50 유니콘 건담, 지구연방 전함 넬 아가마에 수용.
    - 이후 유니콘 건담,라플라스 프로그램에 표시되는 자표대로 이동. 각종 전투 경험
    - 유니콘 건담. 소데츠키 가란시에르,넬 아가마 연결 중 사이코프레임 공명.
    - 메가라니카에서 미네바 라오 자비,버나지 링크스 라플라스 상자 확인
    - 유니콘, 네오지옹과 전투 풀 프론탈 사망
    - 연방,콜로니 레이저로 메가라니카 사격. 유니콘 건담 사이코 필드로 콜로니 레이저 방어. 메가라니카 견제 라플라스의 상자 무사함
    - 미네바 라오 자비,라플라스의 상자 [신인류(뉴타입)발견 시 정치에 우선적으로 참정]전 지구권에 방송
- U.C.0099
  - 6월 타크나 S. 앤더슨 준위, 로스 앤젤레스에서 초대형전투 항공 모함 「베크트라」에 배속. 「프르트니우스」 롤 아웃.
  - 7월 12일 연방 대통령기, 미확인기로부터 공격받음.
  - 9월 3일 누벨 에우고, 네오지온 연합 부대, 달의 시갈트 발전기지 제압.
    - 09:00 정치사상범의 석방, 구 지온계열 기술자의 해방, 구 네오지온 부대의 함정의 반환 요구. 미네바 라오 자비, 네오지온의 패배를 선언. 연방은 요구를 수락한다.

  - 9월 4일 북극의 제브라 기지로부터 전함 아워라 발진 후, 네오지온군 연방 정부에 선전포고.
  - 연방군 달 주류 함대, 아워라와 교전 후 전멸.
  - 루나2에서 출격 가능한 모든 함정 발진.
  - 시갈트 기지 폭주.
  - 아워라 격침. 네오지온 함대 전멸.
  - 9월 5일 시갈트 기지 완전 정지.

- U.C.0100 지구연방군, 지온공화국의 자치제 폐지. 전란의 소멸 선언.
- U.C.0102 S.N.R.I., 지구연방정부에 MS 소형화 제안.

## 마프티 동란
- U.C.0103 반연방 정부 조직 마프티, 궤도상의 감시 고용인공 위성을 파괴.

- U.C.0105
  - 2월 28일 지구상의 연방군증강. 지구상의 맨 헌터 조직이나 불법 거주자 적발을 강화.
  - 4월 9일 미노프스키 크래프트가 탑재된 신형MS 페넬 로페 달표면 공장에서 오스트레일리아로 이송.
  - 4월 19일 마프티를 표방하는 활동가에 의한 정부 고관 전용 샤트르하우젠 탈취 미수 사건.
  - 4월 20일 마프티, 오스트레일리아의 타사다이호텔을 습격. Ξ건담(크사이 건담) 지구로 이송.
  - 4월 21일 Ξ건담과 페넬로페, 인도네시아의 하르마헤라 시마오키에서 교전
  - 4월 26일 마프티, 오스트레일리아의 애덜레이드에서 행해지는 연방의 중앙 각료 의회 분쇄를 고지.
    - 연방 정부 조사권의 수정 법안 파기를 요구해 회의장을 습격. 회장 주변에 설치된 배리어에 의해서 Ξ건담 좌절.
    - 일련의 반지구 연방 운동의 주모자, 마프티 나비유 에린(하사웨이 노아) 체포. 법안은 가결.

  - 4월 27일 제13 독립부대(지휘관 브라이트 노아 대령), 애덜레이드에 도착.
  - 5월 1일 반지구 연방군조직의 리더, 마프티 나비유 에린 처형.
  - 6월 연방군, 반지구 연방 조직에 대한 탄압 강화. 사상 통제도 행해진다. 마프티 운동 등 언더 그라운드화. 반지구 연방 운동, 표면적으로는 진정화.
  - 11월 에너하임 일렉트로닉스가 연방군의 의뢰를 받아 소형 MS의 개발에 착수.

## 실루엣 포뮬러
- U.C.0106
  - 신규의 콜로니 건설 재개 결정. 붓호콘트룬내의 훈련소 및, 주변 기업의 선발 멤버에 의한 조직이 편성된다.
  - 극비리에 크로스 본 지도자 설립.

- U.C.0107
  - 7월 FA-MAS, EX-05-U「Reon」 및 「D.J.E」 바이러스의 항체의 탈취에 실패.
    - 화성의 레어 메탈 산출에 의한 골드 러시.

- U.C.0108
  - 7월 붓호 에어로 다이나믹스, 소형 고성능 MS, 젯사 타입 시작 1호기를 롤 아웃.

- U.C.0109
  - RGM-109 헤비 암, 롤 아웃.

- U.C.0110
  - 4월 엔게이스트 로나, 콜로니 공사의 부총재로 취임.

- U.C.0111
  - 9월 S.N.R.I.(시나리)에 의한 F90의 1호기가 롤 아웃, 및 각종 옵션 A.D.S.M.H을 본체에 선행해 완성.
  - 10월 연방군, 차기 주력 MS개발을 결정. 사나리의 F90 시리즈가 에너하임 일렉트로닉스의 MSA-120을 꺾고 정식 채용되다.
  - 12월 프론티어 사이드(구사이드 4) 재건 개시.

- U.C.0112
  - 2월 건담 F90 운용 시험용의 옵션, L.V.P가 완성.
    - 북아메리카에서 에너하임 일렉트로닉스가 MS테스트를 하지만, 기체가 폭주해 파일럿의 오란드 대위가 사망.

  - 6월 에너하임 부내에서 극비리에 실루엣 포뮬러 프로젝트 시동.

- U.C.0113
  - 4월 하우제리 로나에 의한 [지구 보전 법안, 과당 의료 폐지 법안] 폐안.

- U.C.0115
  - 4월 F71G 캐논, 롤 아웃.

- U.C.0116
  - 5월 라플레시아 프로젝트 구상 시동. 지구 보전 법안 재제출.
  - 7월 건담 F91, 롤 아웃. 바이오컴퓨터의 조정에 시간이 걸림.

- U.C.0117
  - 붓호코로니, 일반 민간인에게도 개방.

- U.C.0118
  - 하우제리 로나 암살.

- U.C.0119
  - 라플레시아 프로젝트 시동.

- U.C.0120
  - 10월 25일 쥬피트리스급 수송함, 코바야시환, 수수께끼의 MS대「올즈· 모빌」의 습격을 받고 격침.
  - 10월 28일 사이드 4 공역에서 테스트 비행중의 F90의 시작 II호기가 지온 잔당의「올즈· 모빌」의 부대에 의해서 강탈.
  - 10월 30일 제13 독립 기동 함대에게「오르즈· 모빌」의 소탕 작전 및 F90 탈환 작전의 특령이 내려진다.

- U.C.0121
  - 3월 제13 독립 기동 함대, 화성에 도착. 「올즈· 모빌」, 화성 기지 올림푸스 캐논 사출 후 괴멸. 건담 F90 II호기 회수.
  - 10월 28일 건담 F90 II호기, 개수 완료와 동시에 I.L타입의 옵션 완성.

- U.C.0122
  - 2월 건담 F90 및 F91 운용 테스트 때문에 연방군 순양함 에이브람스에 반입.
  - 8월 에너하임 일렉트로닉스, RXF-91 , 롤 아웃
  - 11월 zebra 존에서 실루엣 포뮬러의 시험 개시. RXF-91 실루엣 건담의 극비 운용 테스트 개시.
  - 12월 F91, 머리 부분 컴퓨터 변경 때문에, 프런티어I 에 이송된다

- U.C.0123
  - 2월 18일 RXF-91 실루엣 건담과 RGM-111 하디간, zebra 존에서 시험 가동중에 크로스 본 지도자의 다크 타이거대와 접촉.
    - RX-99 네오 건담, 롤 아웃. 동시에RXF91의 개수가 진행된다.

  - 2월 19일 에너하임 시험함 브레이웃드, 엔진 부진 때문에 폐기 콜로니에 입항.
  - 2월 20일 폐기 콜로니내에서 RGM-111 하디간과 AMS-119 기라 도가가 교전. 네오지온 잔당의 파일럿을 보호.
  - 2월 22일 브레이웃드가 연방군전함 에이전스와 합류. RX-99 네오 건담 1호기, 다크 타이거대와 조우.
    - 플레이 우드의 MS대, 콜로니내의 네오지온 잔당과 접촉.

  - 2월 23일 에이전스, 네오지온 잔당 소탕 작전을 개시, 폐기 콜로니에 대해 발포. 네오 건담 2호기, 에이전스와 네오 건담 1호기를 격파.

## 코스모 바빌로니아 전쟁
- U.C.0123
  - 3월 16일 크로스 본 뱅가드를 자칭하는 수수께끼의 MS부대가 프론티어 사이드를 습격. 프론티어IV의 주민 500명 이상이 사망. 14만명이 피난.
  - 3월 19일 크로스 본 뱅가드, 프론티어II, III를 습격.
  - 3월 22일 크로스 본 뱅가드, 프론티어II, III를 제압.
  - 3월 24일 사우전드 쥬피터 지구권에 도달. 크로스 본 뱅가드에게 납치되지만, 함장은 협력을 확약.
  - 3월 26일 크로스 본 지도자, 프론티어IV 에 두어 코스모 바빌로니아를 선언
  - 3월 30일 크로스 본 지도자의 철가면, 독단으로 프런티어에 있어 버그 및 라플레시아를 가동, 콜로니 실린더 내의 주민을 학살.
    - 시부크 아노가 건담 F91로 이것을 격파. 이 전투로 건담F91 대파.

  - 3월 31일 크로스 본 지도자의 드렐대대, 자비네대 등 코스모바빌로니아에 개선.
    - 프론티어I 근처의 암초 공역에서 F90Y 클러스터 건담이 크로스 본 지도자의 경비대와 교전 후, 탈출.

## 신생 크로스본 뱅가드
- U.C.0128
  - 전함 바빌로니아 뱅가드 완성. 반귀족 주의자들(세실리, 시부크)에 의한 첫 항해 중에 자취를 감춘다. (공식 기록에서는 사고에 의해 전원 사망)

- U.C.0133
  - 지구 침공을 꾀하는 목성 제국과 우주 해적 크로스 본 뱅가드의 싸움 격화. 토비아 아로낙스 크로스 본 뱅가드에 참가.
  - 우주 해적 크로스 본 뱅가드, 목성 제국 본거지 위성 이오를 총 공격한다. 이때 벌써 목성 제국의 주전력은 지구를 향해서 출발.
  - 우주 해적 크로스 본 뱅가드 내에서 자비네 샤르 반란 미수. 크로스 본 건담X-2와 함께 목성 제국에 투항. 토비아 아로낙스는 포로가됨.
  - 지구권으로의 전투 중, 킨케두 나우(시북 아노)의 크로스 본 건담X-1이 파손, 지구에 낙하. 마더 뱅가드 자폭.
  - 목성 제국, 연방군에 공격 개시. 핵공격 실시.
  - 우주 해적 크로스 본 뱅가드, 지구의 핵오염 작전을 막기 위해 목성 제국에 총공격. 자비네 샤르 전사, 목성 제국 총통 쿠락스 두가치 전사.

## 잔스칼 전쟁
- U.C.0140
  - 콜로니 주의의 대두. 자치권의 확립 운동 재연. 각 콜로니의 경제 격차나 무역의 불균형을 둘러싼 대립 표면화.

- U.C.0141
  - 마리아 피 아모니아, 사이드 1의 아르바니안에 대해 상담소를 개설. 마리아, 스스로의 생각을 전하기 시작한다.

- U.C.0144
  - 마리아를 신봉 집단 발족. 스탭이 마리아의 말을 정리한 서적을 작성.
  - 마리아 주의 집단이 아르바니안 정청에 단체 결성을 신청.

- U.C.0145
  - 폰세 가카치가 마리아와 접촉.

- U.C.0146
  - 마리아 주의의 집단, 급진적으로 성장. 가치당(당수 폰세 가카치) 정청 의회의 제3세력.

- U.C.0147
  - 폰세 가카치, 뇌물증여로 기소된 수반 그룹을 규탄해 기요틴으로 처형. 가치당 정권 여당에.

- U.C.0148
  - 리가 밀리티어 결성.

- U.C.0149
  - 사이드 2에 대해 잔스칼에 제국 건국 선언. 리가 밀리티어, V(빅토리)계획 발동.

- U.C.0152
  - 10월 옐로 쟈켓, 라겐에 침공.

- U.C.0153
  - 2월 잔스칼군의 MS, ZMT-S12G 샷코의 우주 테스트 종료.
  - 3월 산코의 중력하 트라이얼 개시.
  - 4월 5일 웃소 에빈, 크로노클 아샤로부터 산코를 강탈한다.
    - 옐로 자켓, 워잇그를 공격.

  - 4월 6일 샷코, 우이크에사 조로와 교전. 옐로 쟈켓, V건담과 교전.
  - 4월 7일 리가 밀리티어의 카미온대, 카린의 지하 공장으로.
  - 4월 8일 V건담, ZMT-S13G 곳조라와 교전.
    - 유럽의 리가 밀리티어 집결.

  - 4월 9일 리가 밀리티아, 우이크 주변으로부터 분산 개시.
  - 4월 10일 카미온대의 리더의 오이 늉, 포박.
    - 리가 밀리티어 진격대가 슈라크대 파견 요청.

  - 4월 11일 카미온대, 갓그르대와 교전.
    - 피피니덴대, 옐로 쟈켓과 합류.
    - 오이 늉, 기요틴에 의해서 처형.

  - 4월 12일 카미온대, 슈라크대의 선견대와 합류.
    - 라게인 기지 사령의 소환 명령. 옐로 쟈켓, 안티 지브랄타 제압 작전 개시.

  - 4월 13일 옐로 쟈켓, 불법 이스미구로 V건담을 탈취하지만 탈환되다.
  - 4월 14일 카미온대, 베치엔에서 슈라크대와 합류.
    - 디플레대, 구드레스덴으로 향하는 도중에, V건담, 암 이지 부대와 조우해 격파된다.

  - 4월 15일 카미온대, 베치엔 도착. 연방군 아일랜드 주둔 부대와 합류 후, 갓다르대, 르페 시노대와 교전. 지브랄타로 향한다.
  - 4월 16일 카미온대의 일부, 구 바르셀로나에 도착. V건담, 광장의 기요틴을 분쇄.
  - 4월 17일 바그레대라 자칭하는 우주 함대가 잔스칼 함대와 교전.
    - 옐로 쟈켓, 지브랄타의 우주 이사 공사에 복종을 요구, 시위 행동. 리가 밀리티어와 교전.

  - 4월 18일 옐로 쟈켓, 이사 공사에 투항을 요구. MS멧메드자 투입.
  - 4월 19일 지브랄타의 이사 공사의 셔틀이 리가 밀리티어에 의해서 하이잭된다.
    - 카미온대에게 연방군 아일랜드 주둔 부대 소속의 우주 함정 린 호스가 합류.

  - 4월 20일 지브랄타 바다에 정박중의 함정과 옐로 쟈켓의 ZMT-S15M 갈규 교전. 린 호스 궤도상으로 부상.
    - 웃소 에빈등이 시노페급 초계정을 납치.
    - 잔스칼 제국이, 즈간 함대 출격을 중계.

  - 4월 23일 웃소·에비등의 시노페, 하이랜드에 접현.
  - 4월 24일 린 호스, 카이라스 기리로부터 파견된 함대와 교전. 가운 랜드와 합류.
  - 4월 27일 리가 밀리티어, 하이랜드의 마이크로 웨이브 암으로 카이라스기리 함대를 교란 후, 함대전.
    - 카이라스기리는 리가 밀리티어에 포획 되어 그 주역의 스크드 2가 이탈.

  - 4월 28일 V건담, 베스파의 가변 시작 MS,ZM-D11S 아비골과 교전.
  - 4월 29일 웃소등과 우주 가족이 아이네이아스로 사이드 2를 향해 출항.
  - 5월 1일 웃소, 우주로 표류하고 있던 그레이 스토크를 도움.
    - 잔스카르 특무 부대, 콜로니 ”댄디 라이온”을 정찰 후, 공격.

  - 5월 2일 웃소, 잔스칼 특무 부대를 격파.
    - 항성 항행용 우주선 댄디 라이온, 프로키시마 켄타우리로 출발.

  - 5월 4일 웃소등이 잔스칼 제국에 잠입. 리가 밀리티어 함대와 잔스칼의 즈간 함대가 교전. 일부 부대가 이탈에 실패, 다시 잔스칼 본국에 잠입.
    - 귀환한 함대가 여왕의 영알중에 항만내에서 전투. 교전한 리가 밀리티어의 멤버중, 1명은 사상, 2명은 포박.

  - 5월 6일 잔스칼의 은총의 의식의 도중, 리가 밀리티어의 MS부대가 제국 본국의 기습을 감행.
    - 포획 한 빅 캐논으로 즈간 함대를 포격. 리가 밀리티어 함대는 전역을 이탈.

  - 5월 7일 리가 밀리티어 함대 마케도니아 콜로니에 표류. 승무원은 모두 구속된다.
  - 5월 13일 마케도니아 콜로니에 베스파의 MS 부대가 기습을 감행. 혼란을 타 리가 밀리티어의 멤버가 함정기기를 탈환.
  - 5월 14일 린 호스Jr., 마케도니아 콜로니를 탈출. 화이트 아크와 V2건담을 수리.
  - 5월 17일 린 호스Jr., 달의 뒤편의 비밀 기지 호라즘에서 보급.
  - 5월 19일 모트랏드 함대, 달표면에서 발진.
  - 5월 21일 모트랏드 함대와 린 호스 부대, 모두 지구 대기권 돌입.
  - 5월 22일 리가 밀리티어대 잔스칼과의 교전에서 해양 도시 언더 훅 괴멸.
  - 5월 24일 모트랏드 함대, 멕시코만의 탐피코 부근에서 상륙. 북미 대륙으로 북상.
  - 5월 28일 잔스칼 제국과 지구 연방의 사이에 휴전 협정이 체결, 발효.
  - 6월 1일 화이트 아크 부대, 북해 해상으로 리시테아함을 기함으로 하는 부대와 교전.
  - 6월 3일 화이트 아크 부대, 북해 해상으로 리시테아함을 기함으로 하는 부대를 격파.
  - 6월 5일 화이트 아크 부대, 정전협정을 무시한 라게인 기지를 이탈한 부대와 교전.
  - 6월 8일 라게인 기지 공습. 화이트 아크와 린 호스Jr. 우주로 향함.
  - 6월 10일 화이트 아크와 린 호스Jr., 하이랜드에 종결한 연방군 우주 함대와 합류.
  - 6월 12일 리가 밀리티어 함대가 잔스칼군을 포위. 린 호스Jr.와 화이트 아크가 전선의 피피니덴 휘하의 모트랏드 함대를 격파.
  - 6월 15일 화이트 아크, 타시로 함대와 교전의 뒤, 자재 운반선으로 위장해 엔젤 하이로우 공역에 침입. MS부대가 직속의 근위 사단의 MS와 전투.
  - 6월 18일 엔젤 하이로우의 조립 완료.
  - 6월 20일 베스파의 타시로 함대와 크로노클 함대가 합류.
  - 6월 21일 지구상에 엔젤 하이로우의 영향이 나오기 시작해 지구인이 무력화. 린 호스Jr.의 화이트 아크대가 타시로 함대 기함 슈밧텐의 MS부대와 교전.
    - 엔젤 하이로우 낙하.

  - 6월 22일 타시로 함대 기함 슈밧텐 격침. 여왕 마리아 사망.
  - 6월 23일 엔젤 하이로우 수비대와 리가 밀리티아 함대가 교전 개시. 엔젤 하이로우는 대기권 상층에서 분해, 후에 대기권외로 상승.

## 가이아 기어 전쟁
- U.C.0155
  - 반지구 연방 조직 메타트론 기관, 활동을 개시.

- U.C.0184
  - 샤아 존속 작전, 샤아 아즈나블의 메모리 클론을 비밀리에 지구에 이송. 아프란시 샤아로 명명.

- U.C.0186 　　
  - 연방 정부, 연방군내에 맨 헌팅 부국을 설립. 마하(MHA)라 호칭.

- U.C.0197
  - 6월 8일 연방군, 마하(맨 헌터) 조직 확대. 지구상의 불법 거주자 적발 강화.

- U.C.0203
  - 2월 21일 마하, 반지구 연방 운동의 거점, 사이드 2 헤라스에 진주. 우주로의 활동 거점을 헤라스로.
  - 3월 24일 가이아 기어α, 롤 아웃
  - 3월 31일 메타트론 기관, 우주 전함 마더 메타트론 진주.
  - 4월 11일 마하, 남태평양 환경보전구에서 아프란시 샤아 구속. 메타트론 기관, 가이아 기어α를 투입, 탈환.
  - 4월 14일 스파시아스호와 아프란시 샤아, 홍콩 입항.
  - 4월 15일 스파시아스호크루와 아프란시 샤아, 홍콩에서 우주로 향함.
    - 마더 메타트론과 합류. 아프란시 샤아, 메타트론 기관의 리더로 임명.

  - 4월 20일 마하, 기함 마하게이지스를 중심으로 하는 전력 지구 강하 개시.
    - 마더 메타트론 이것을 추격. 아프란시가 인솔하는 에어 포스 부대 지구에 강하

  - 4월 28일 마하, 지구 역이민 계획 발표.

- U.C.0217
  - 연방 정부, 군에 각 콜로니의 제압을 명한다. 각 콜로니는 저항, 지구권 모두를 말려들게 하는 분쟁으로 발전.

- U.C.0222
  - 연방 정부와 각 콜로니 정부는 화해, 전쟁 종결. 약체화 된 연방 정부는 각 콜로니의 독립을 인정.
    - 콜로니의 명칭을 수정
    - 구연방 정부, 사이드 2, 사이드 3, 사이드 5, 사이드 7으로 정착 국가 의회를 형성. 사이드 1, 사이드 4, 달은 정착 자유 동맹을 결성.

- U.C.0223 　　
  - 지구의 식량난이 심각화.
  - 심해 농업 연구소의 리바 박사와 사이드 가이아의 신시아 박사의 공동 연구에 의해, 실용화하면 식량난을 줄일 수 있는 열을 가진 생물 발광을 발견.
  - 국가 의회군, 리바 박사와 신시아 박사의 발견을 은폐 해, 리바 박사를 살해한다.
  - 국가 의회군, 사이드 가이아에 침공, 일 나티에 의해서 격퇴된다.

- U.C.0653 　　
  - 항성간 항행용 우주선 댄디 라이온에 의해서 프로키시마 켄타우리에 식민이 달성

## 우주 세기 말기(흑역사)
- U.C.????
  - 모든 뉴타입 외우주로의 이민 시작.

- U.C.????
  - 항성간 이동 목적의 CONCEPT-X 6-1-2(턴 엑스) 롤 아웃.

- U.C.????
  - 턴 엑스, 트러블로 인하여 지구권에 표류.
  - 지구권, 턴 엑스를 포획, 조사.
  - 지구권, 실체도 모르는 외우주의 존재를 적으로 간주, 침략에 대비.

- U.C.????
  - SYSTEM ∀99(턴에이 건담) 롤 아웃.

- U.C.????
  - 턴에이 건담, 월광접을 이용하여 모든 것을 무(無)로 되돌리려 함.
  - 턴엑스, 턴에이 건담의 월광접발동 저지를 위해 교전.
  - 턴엑스 패배, 달 표면에 묻힘.
  - 턴에이 건담, 월광접 발동, 지구의 모든 것이 무(無)로 되돌아갔다.

- U.C.????
  - 우주세기 종료, '정력'으로 전환.